# Архитектура Мариуполя

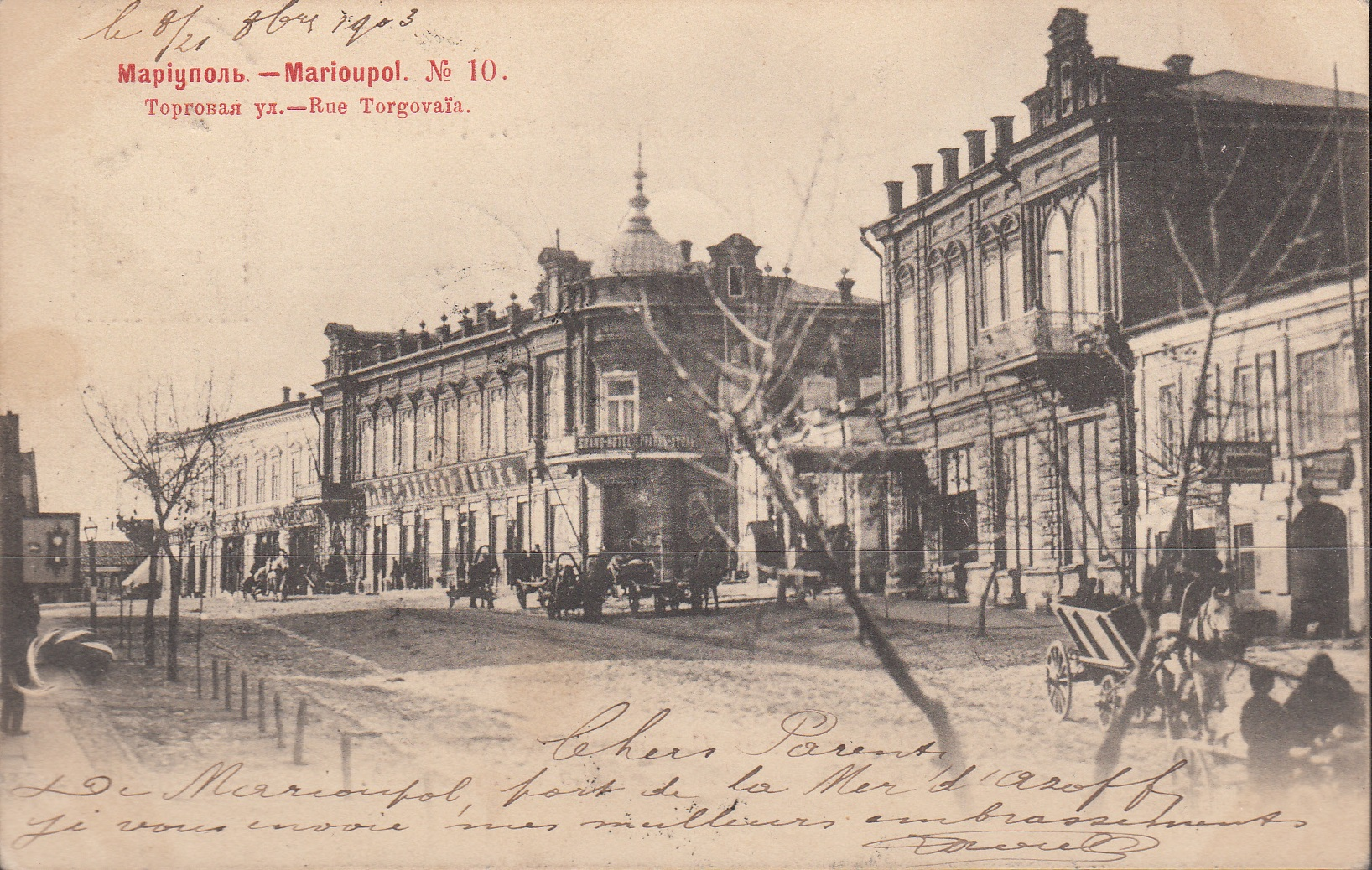
Торговая улица, дореволюционная открытка

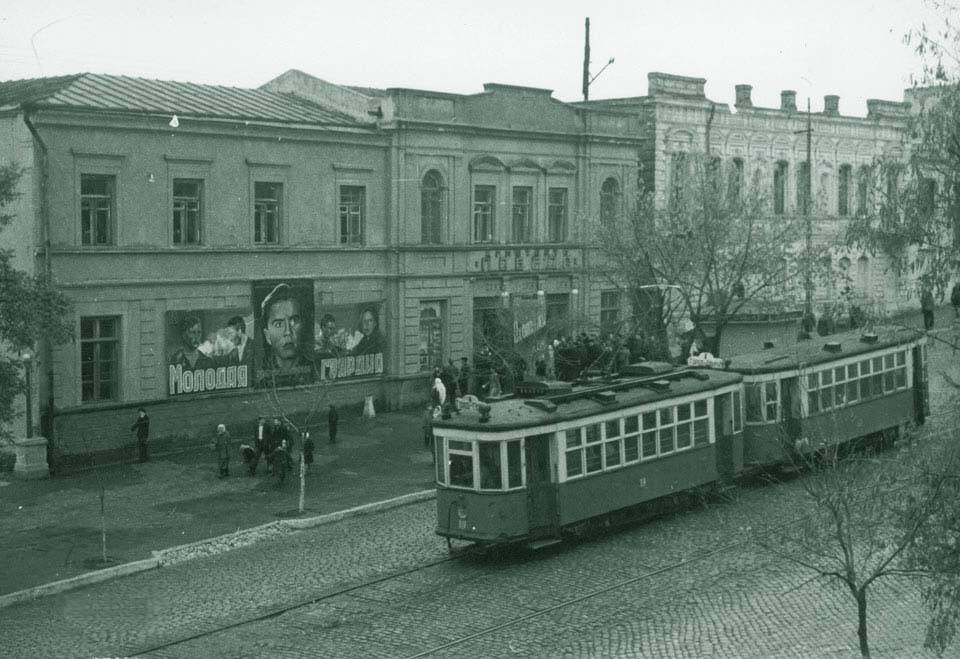
Проспект Республики (ныне — проспект Мира) в 1948 году

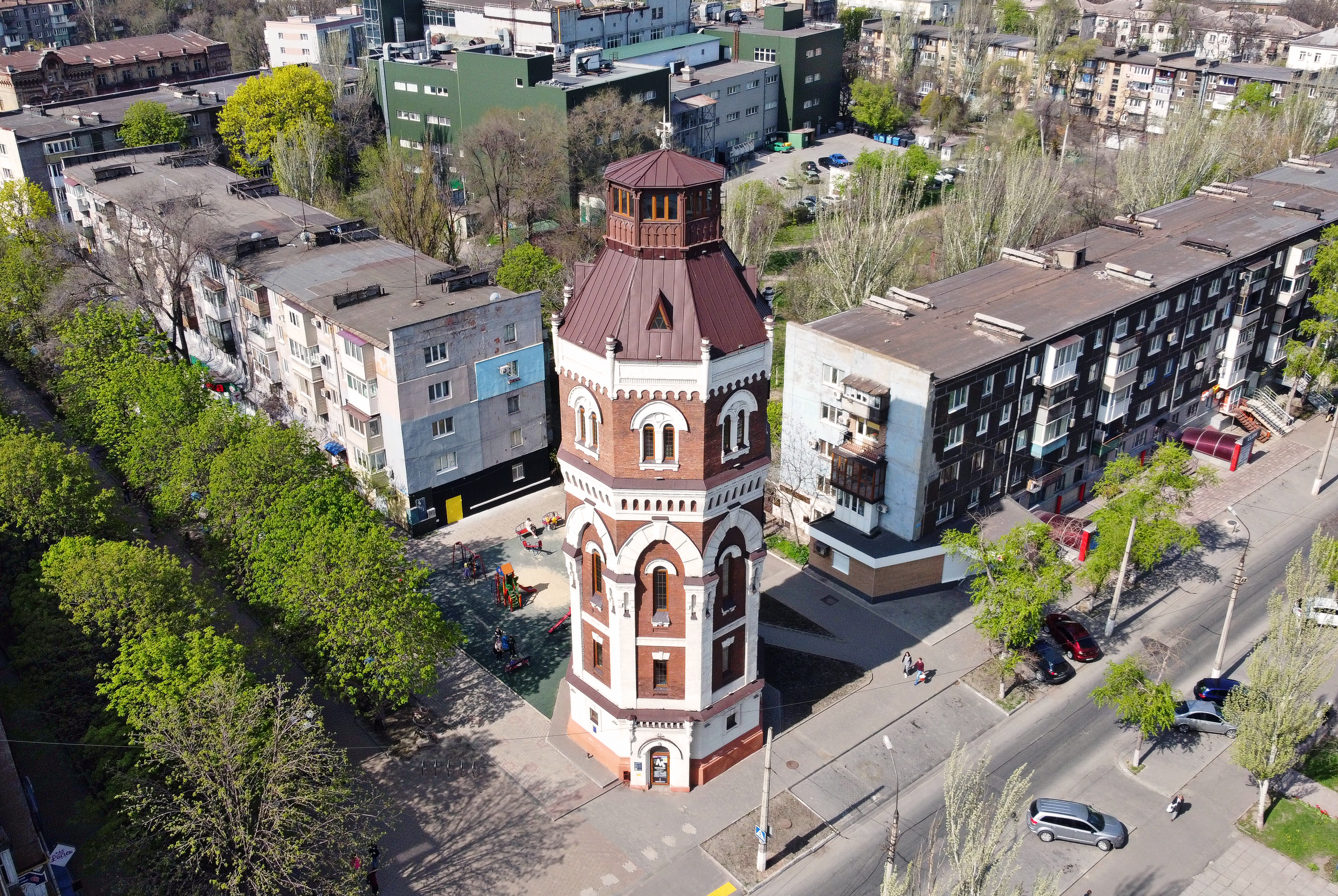
Старая водонапорная башня в окружении пятиэтажек, 2021 год

Архитектура Мариуполя характеризуется сочетанием следующих стилей: провинциального классицизма, украинской готики и барокко, модерна, конструктивизма и типичного для СССР функционализма. Старый город в основном застроен зданиями в стиле классицизма и модерна, причём исторический центр города приобрёл свой нынешний облик в значительной степени благодаря главному архитектору Виктору Нильсену, спроектировавшему многие охраняемые сегодня здания Мариуполя.
Мариуполь подвергся бомбардировкам во Вторую мировую войну, из-за чего значительное количество строений XIX века было уничтожено или было снесено после войны. В послевоенное время город быстро застраивался, в эксплуатацию вводились крупные жилые массивы. В середине 1980-х годов началась защита культурного наследия города, приостановившаяся на время распада СССР.
В результате городских боев и обстрелов российской армией в ходе вторжения России на Украину в феврале-мае 2022 года была уничтожена значительная часть города.

## Основание и административное деление
Мариуполь был основан в XVIII веке на северном берегу Таганрогского залива, в устье реки Кальмиус. Эта местность впервые была заселена людьми в каменном веке; в Новое время до основания города там располагалось несколько мелких населённых пунктов и крепостей для обороны от крымских татар.
Современное административное деление Мариуполя сложилось после слияния заводских и других посёлков: в городе есть Центральный, северный Кальмиусский, восточный Левобережный и расположенный на юго-западе Приморский район.

## Ранние планы застройки
Статус города Мариуполь получил в 1778 году. Первый план застройки Мариуполя (тогда Павловска) не сохранился, известны планы 1782, 1783, 1878, 1790, 1793 и 1795 годов. План 1811 года, утверждённый Александром I, действовал до конца века. При его составлении архитекторы ориентировались на «идеальные города» Италии эпохи Возрождения, что характерно также и для соседнего с ним Таганрога. Созданная по этому плану часть города имеет радиально-лучевую планировку с сетчатой схемой улиц и главной городской площадью, составляющей основной композиционный центр. План Мариуполя также содержал крепостные укрепления, не бывшие градообразующим ядром, как у поселений допетровского времени, но органично вписанные в природный ландшафт и логически связанные с планом.
От площади расходились три улицы, ориентированные по типичным для местности ветрам для улучшения тока воздуха, а также слегка смещённые от направлений по сторонам света, чтобы избежать падения прямых солнечных лучей в окна.

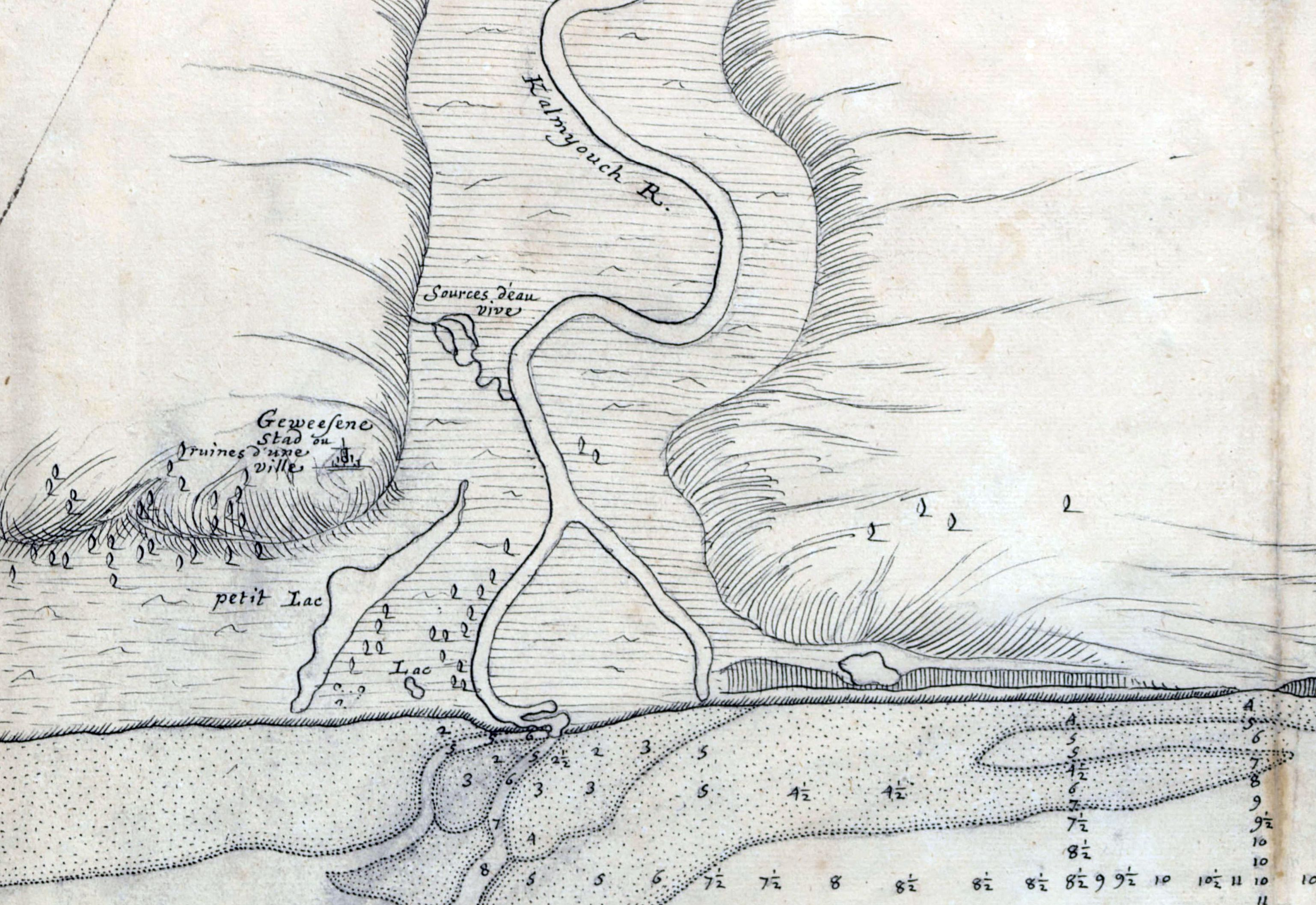
План устья Кальмиуса, 1702
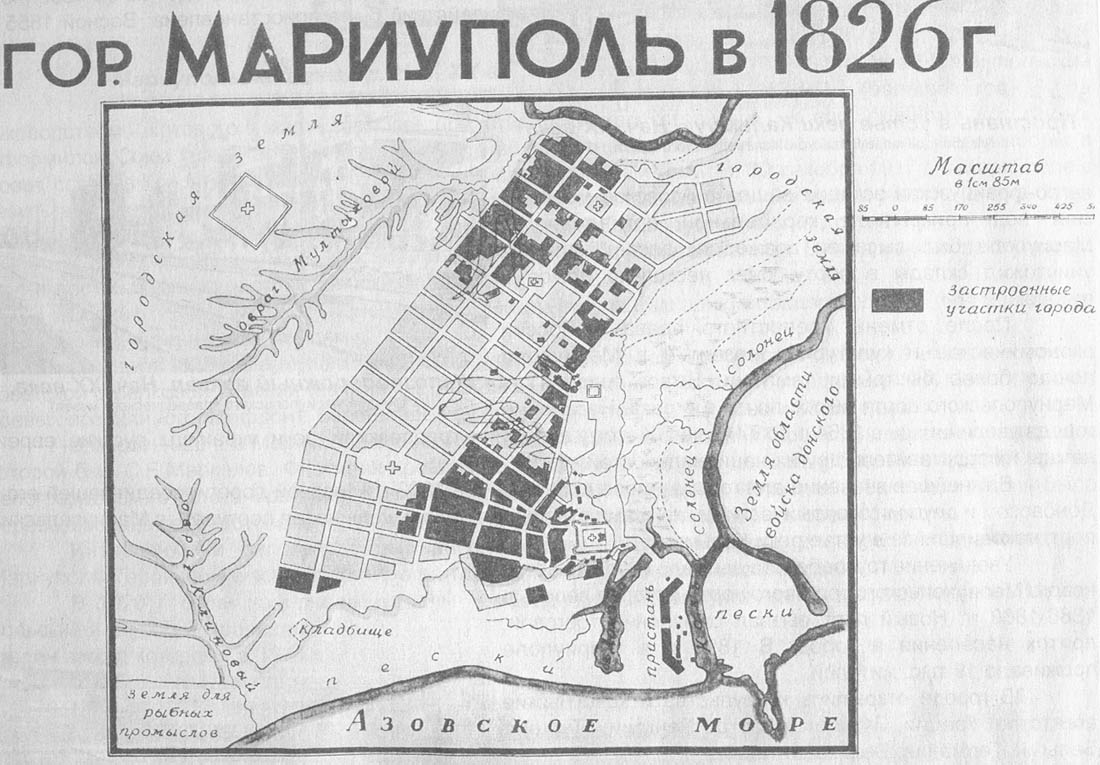
1826 год
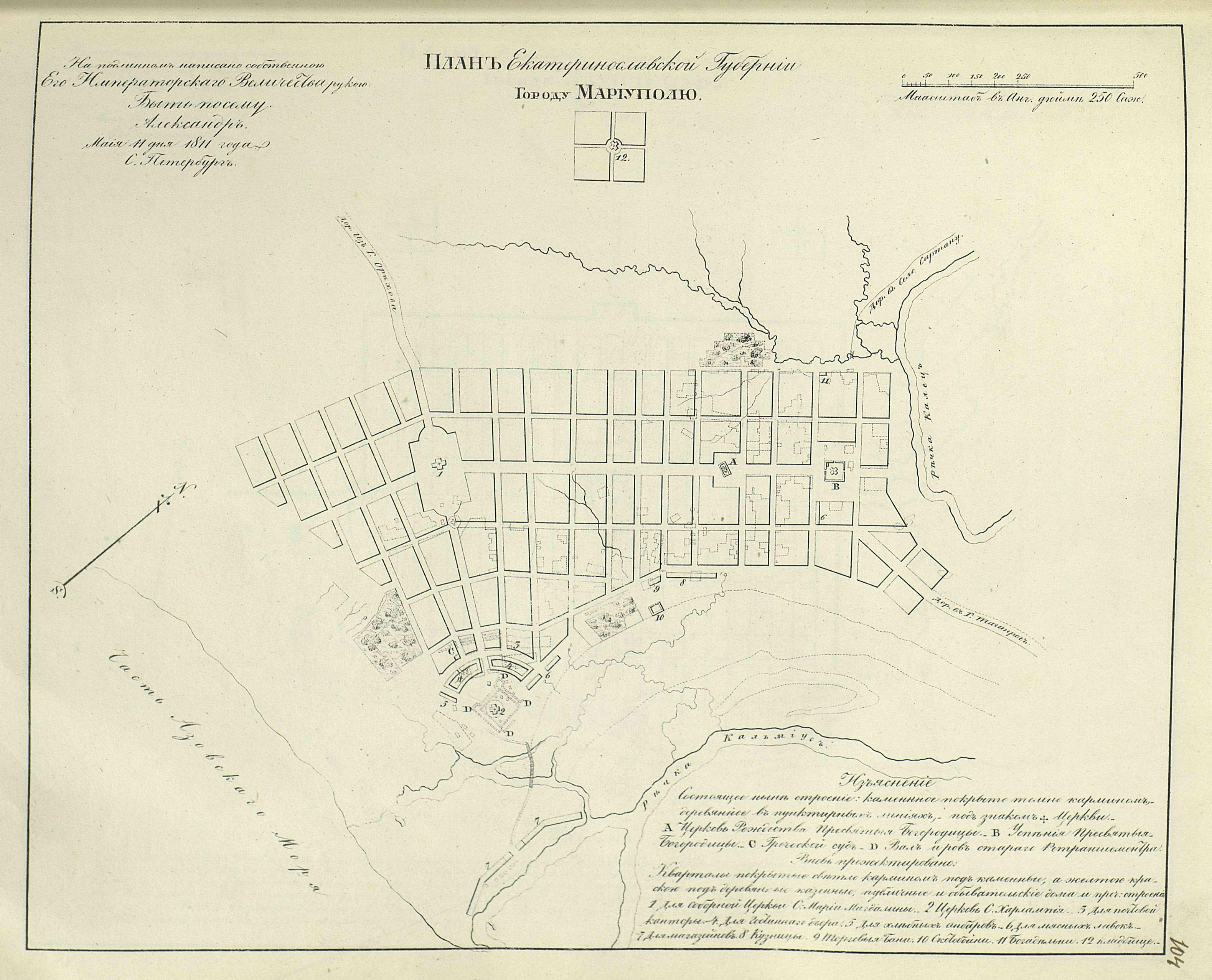
1839 год
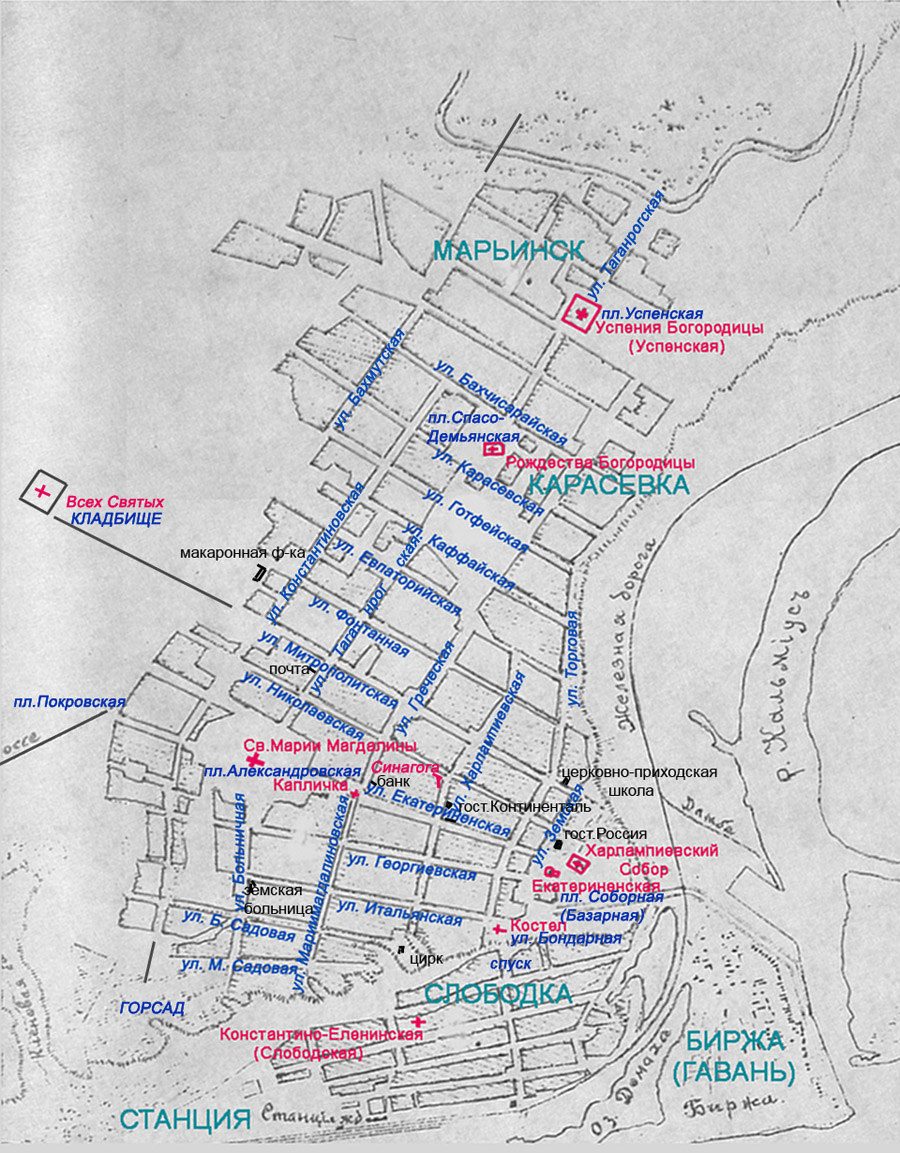
1892 год

## XIX век

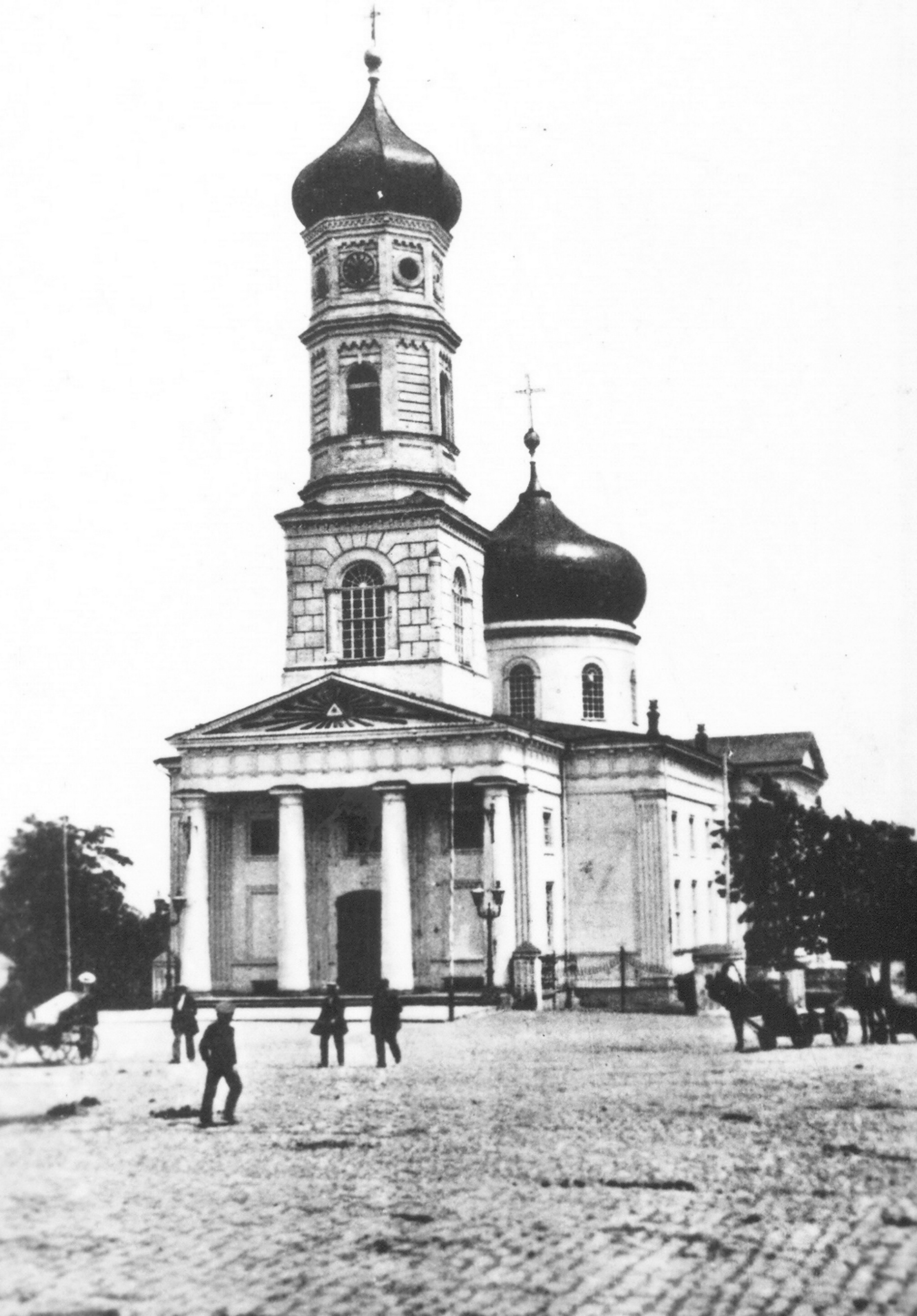
Собор Святого Харлампия. 1904

Жилые дома мариупольцев XIX века были одноэтажными, на окраинах и в сёлах — часто глиняными: плетнёвыми на каркасе из лозы, вальковыми или саманными, и белёными сверху. У многих глиняных домов полы были земляными. В черте города многие строения были каменными, с саманной облицовкой внутри. И городские, и сельские дома имели крыши из камыша и соломы, позже их перекрыли черепицей.
В первой половине XIX века в городе находилось 3084 жилых здания, из которых только 145 имели больше одного этажа; 25 % из них выстроены из камня, 6,6 % — из дерева, остальные — из самана. У 88 % домов черепичная кровля, остальные в основном покрыты соломой или железом. В этот период построен главный храм города — Харлампиевский собор, в проектировании которого принимал участие таганрогский архитектор П. Македонский. В 2010-х годах на его месте стояло двухэтажное здание 1902 года постройки, где располагалась редакция газеты «Приазовский рабочий».
В это время в Мариуполе понемногу появляются заведения общественного питания (кафе, трактиры), магазины и лавки ремесленников. Умерших горожан хоронили на кладбищах на Магдалиновском спуске (ныне южная часть Греческой улицы) и Александровской площади. В 1832 году было открыто христианское кладбище (ныне Новоселовское), в 1867 году — еврейское. На христианских кладбищах помимо обычных надгробий встречались и склепы состоятельных семейств, а также часовни.
По мере обветшания эти ранние строения заменяли на постройки из кирпича, производившегося тут же, в Мариуполе. Во второй половине века увеличилось количество двухэтажных домов, здания стали украшать коваными навесами, решётками и различными архитектурными деталями. На зданиях стали появляться страховые доски — металлические таблички с названиями страховых обществ, у которых собственник приобрёл страховой полис; эти доски сохранились на некоторых зданиях до XXI века. Дороги начали мостить камнем. Строительством в Мариуполе управлял сперва Таганрогский строительный комитет, предоставлявший проекты и планы затребованных построек, а затем — городской архитектор (эта должность была утверждена в конце XIX века). Первым архитектором Мариуполя был бывший архитектор Хабаровска и раввин Самуил Иосипович Бер, вторым — Адольф Густавович Эмерик. В городе работали архитекторы Николай Толвинский (спроектировал Александровскую гимназию), Ю. Мазуркевич, Г. Шляхов.
Большинство зданий старого центра Мариуполя, построенных до Октябрьской революции, выполнены в стиле русского классицизма; в начале века — по типовым проектам, в которые по желанию заказчика вносились небольшие изменения, в конце в городе стали появляться многоэтажные здания, имевшие индивидуальные проекты. Фасады оставляли гладкими или украшали пилястрами и рустовкой, украшали здания портиками с фронтонами; фундамент должен был быть каменным, но здание могло быть выполнено и из дерева. В конце века уже появлялись здания не только в стиле русского классицизма, но и относящиеся к украинскому барокко и готике. Архитектурный ансамбль Александровской площади (главной площади Мариуполя) составляли несколько доходных домов и особняки Хараджаевых, а также церковь Марии Магдалины.

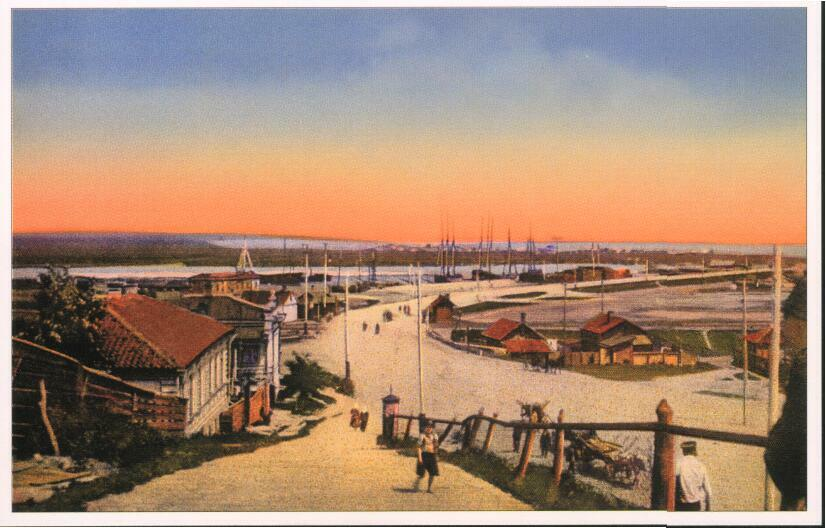
Старая пристань
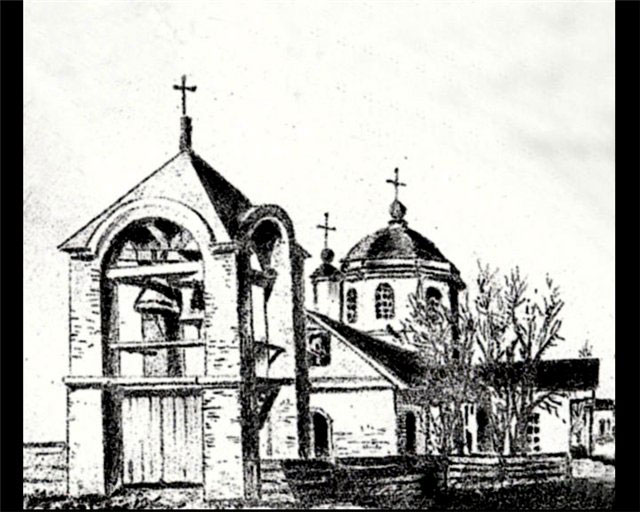
Церковь Марии Магдалины, существовавшая в 1791—1891 годах
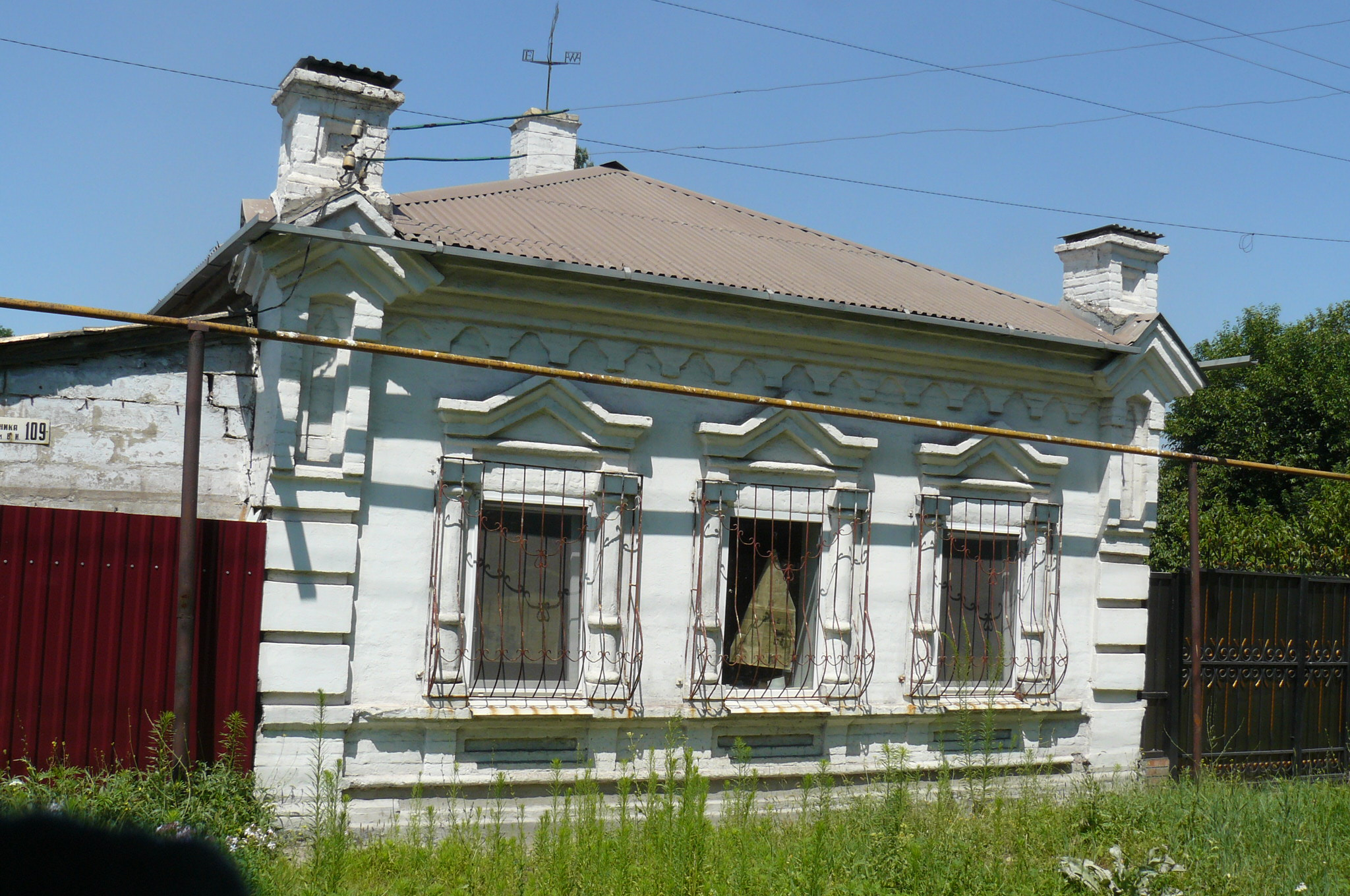
Жилое здание, построенное в эпоху сецессиона
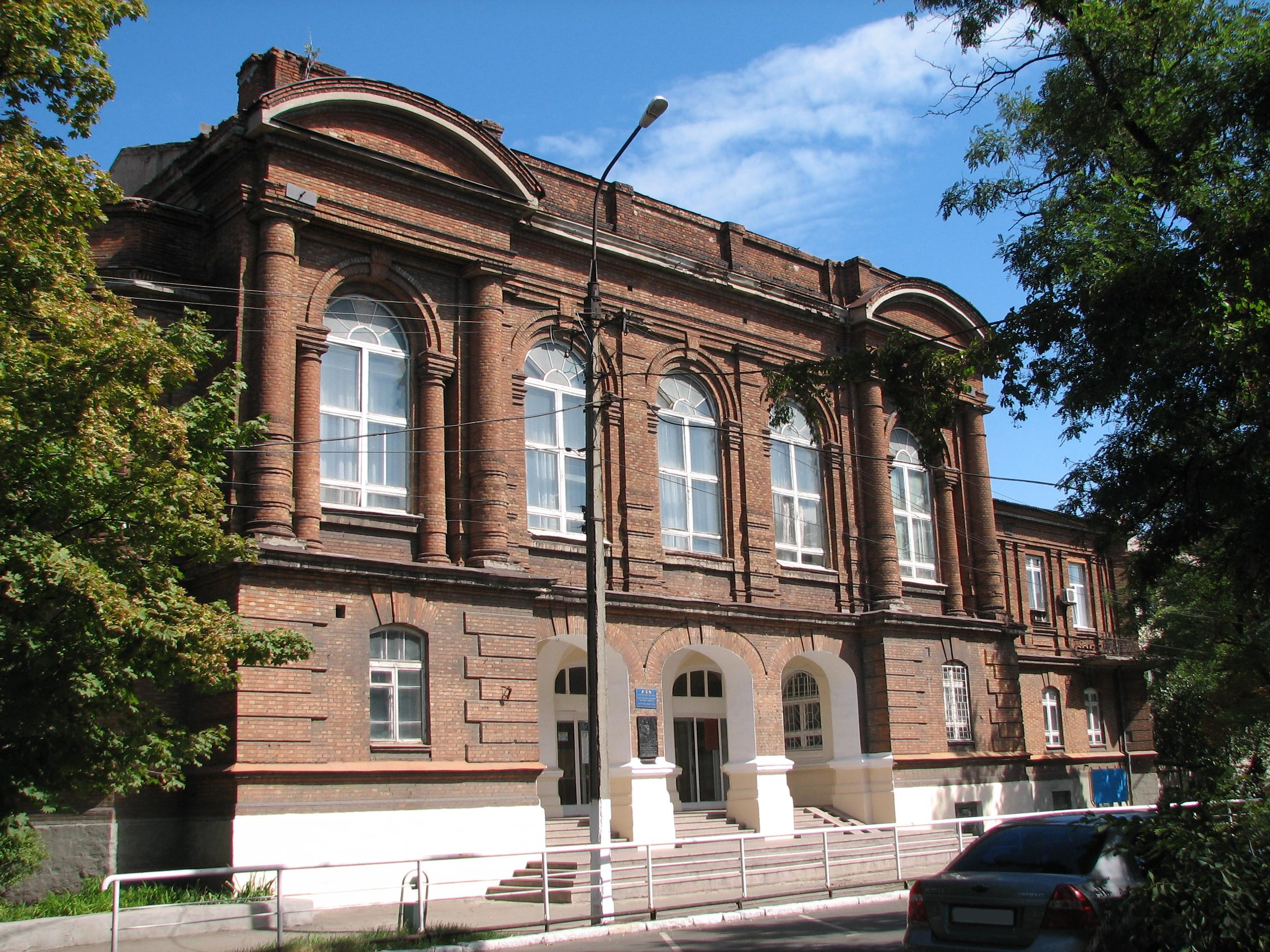
Александровская мужская гимназия
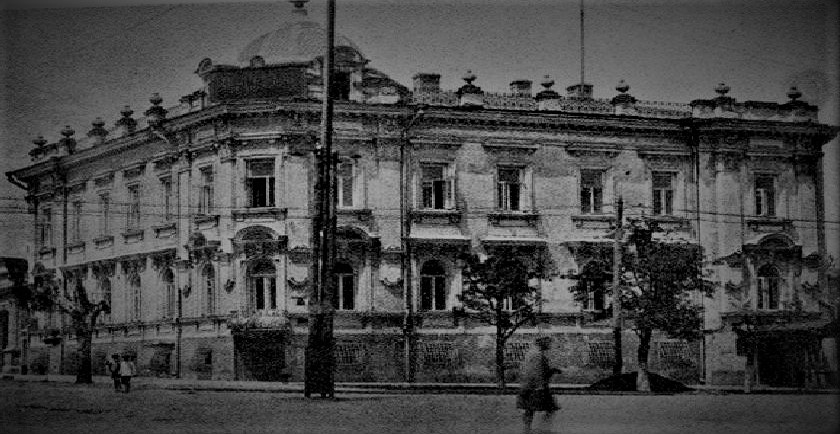
Дом Хараджаева
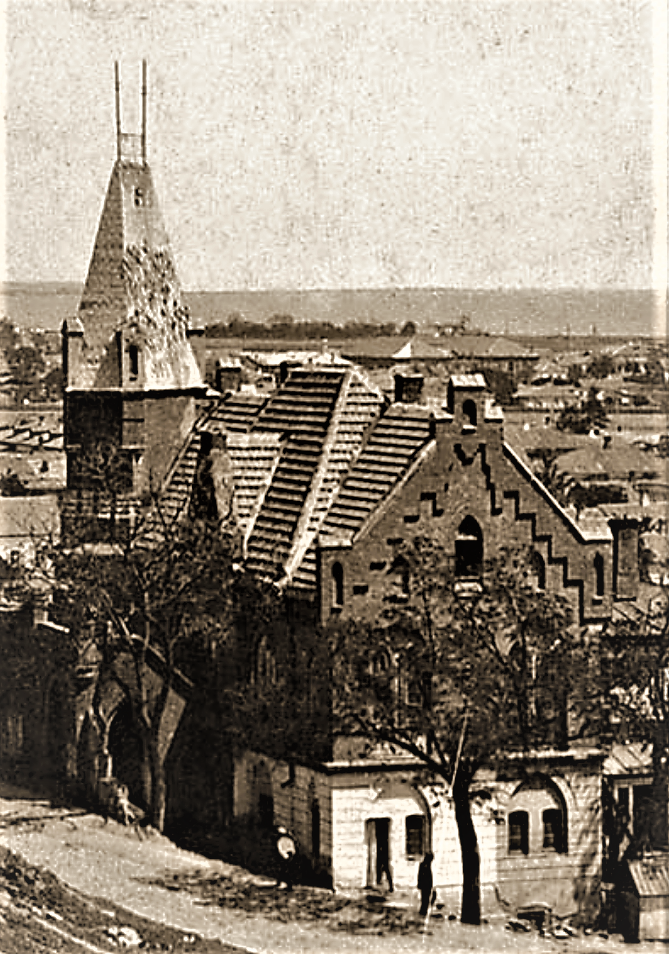
Дом Гампера

## XX век
В 1901 году пост главного архитектора Мариуполя занял Виктор Александрович Нильсен, ответственный за значительную часть облика исторического центра Мариуполя. Он спроектировал символ города — водонапорную башню, позже получившую статус памятника архитектуры, — и городской водопровод. Нильсен тщательно следил за обликом Мариуполя, лично чертил фасады зданий, выходящих на городские улицы. По его планам построены Елено-Константиновский храм на Слободке, школа при заводе «Никополь» (ныне школа № 21), Епархиальное училище (ныне первый корпус ПГТУ), Дом Нильсена, Краеведческий музей, отель «Спартак», дома Петра Регира, Натана Рябинкина, Дом со львами. В 2016 году улица, на которой расположена водонапорная башня, получила имя архитектора, однако не всё его наследие сохранилось: дома Нильсена и Регира, а также дом со львами утратили свой первоначальный облик, а Елено-Константиновский храм был разрушен в 1930-х годах.

Здания, спроектированные Нильсеном
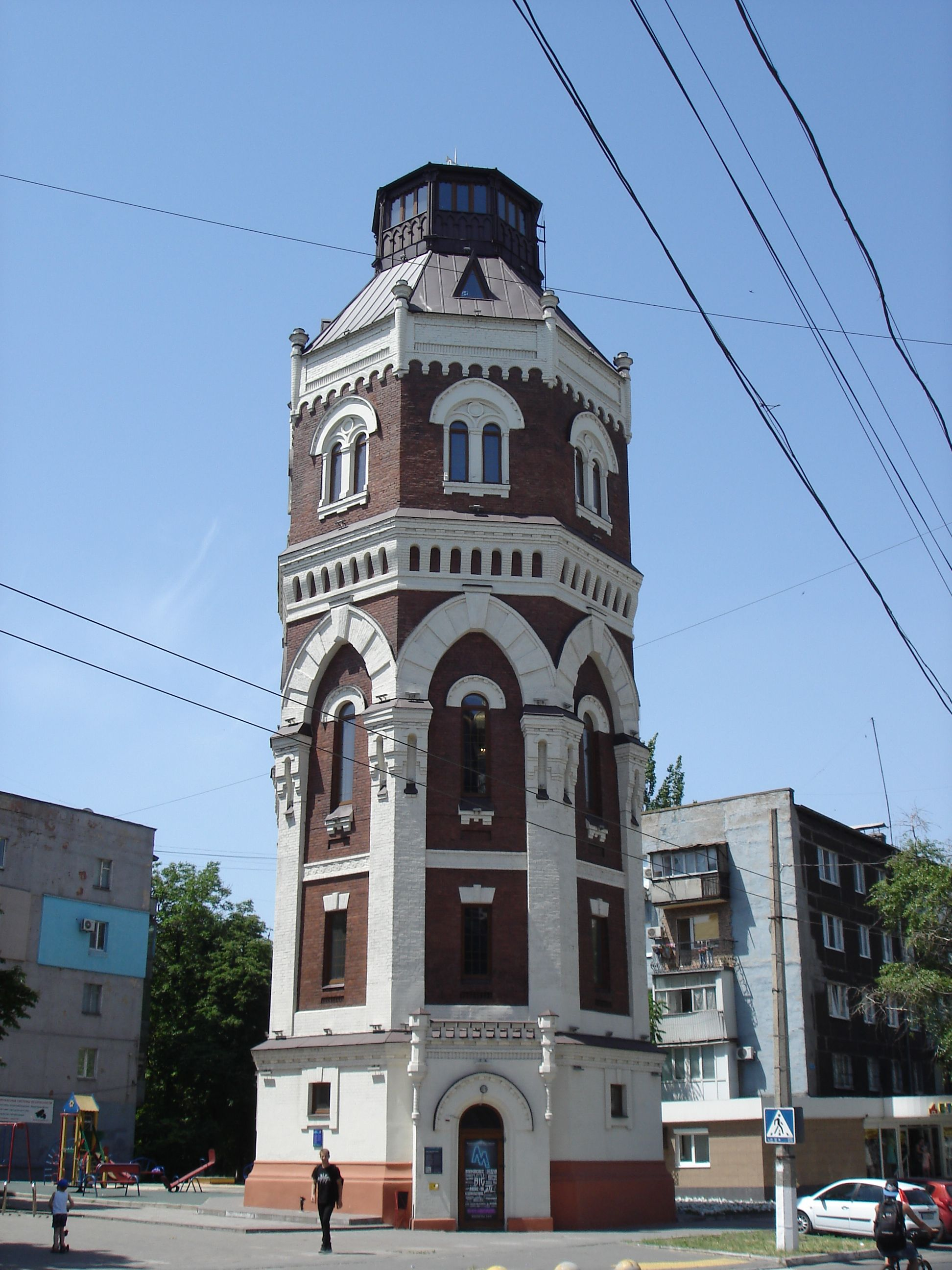
Водонапорная башня
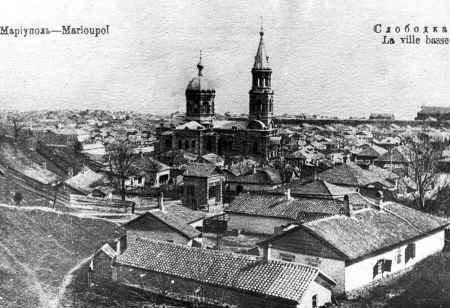
Елено-Константиновский (Слободской) храм
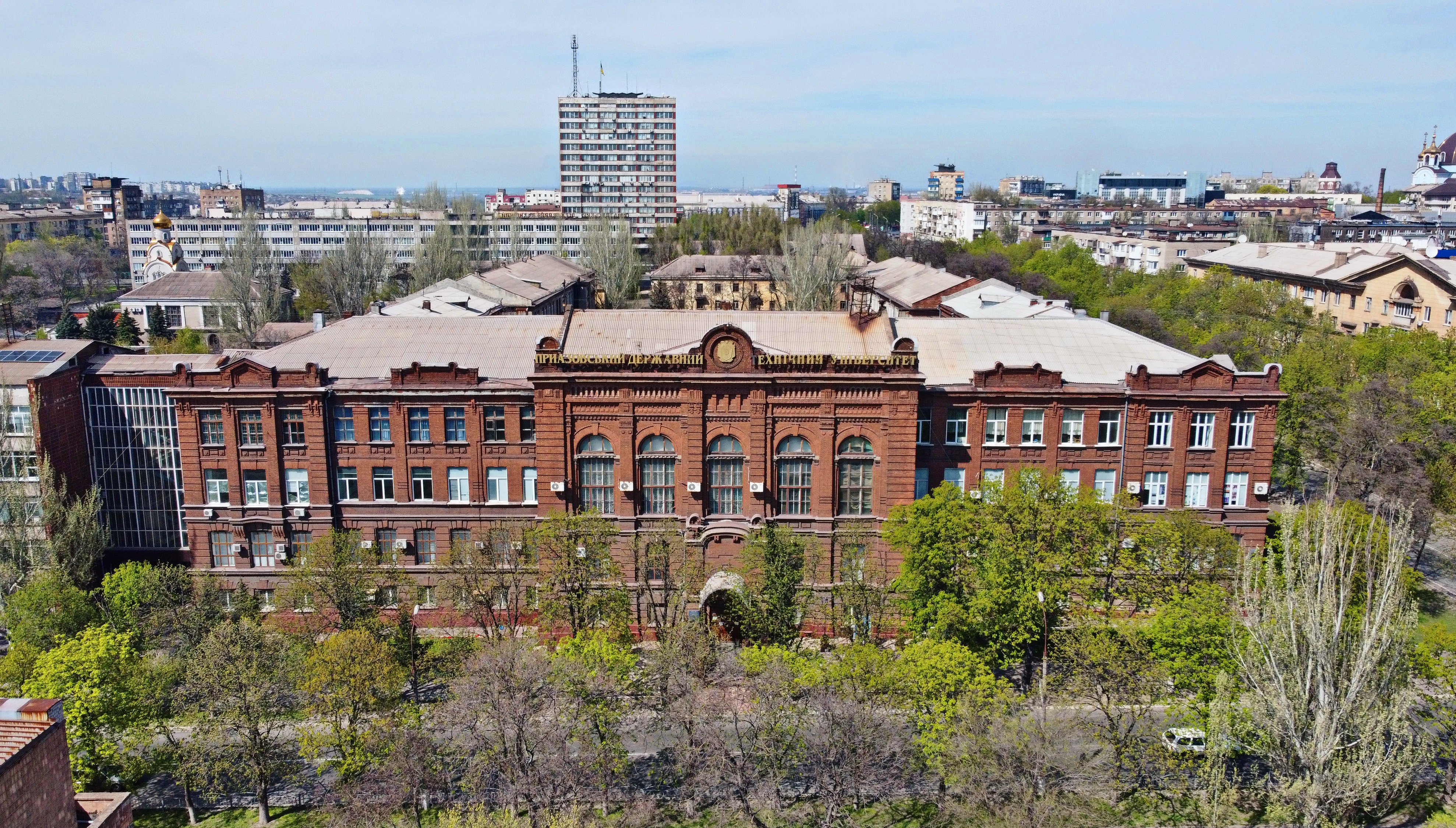
Первый корпус ПГТУ
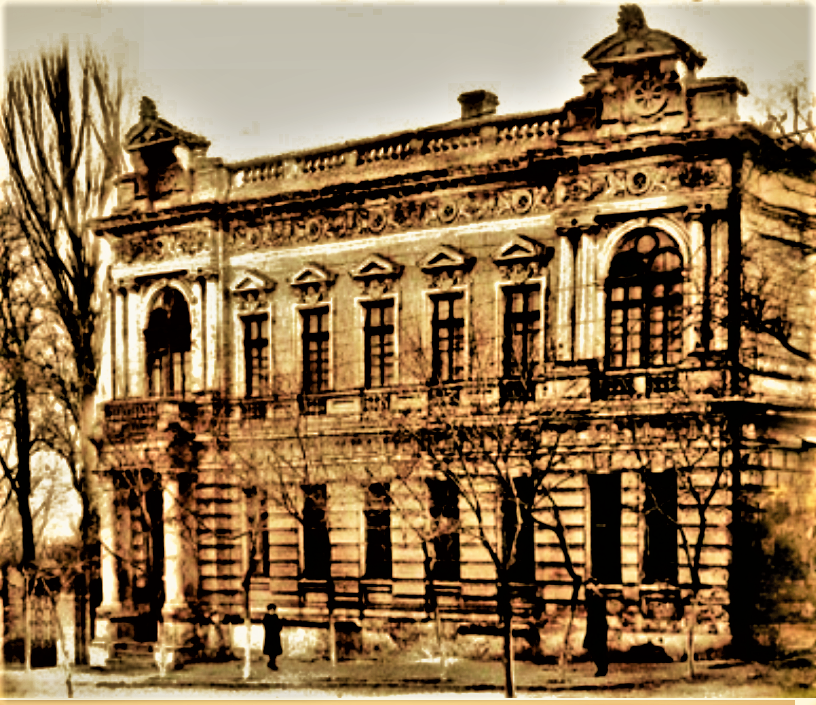
Особняк судовладельца Петра Регира
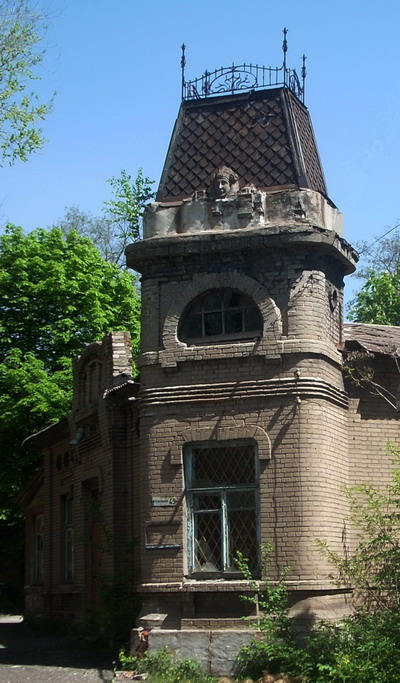
Дом архитектора Нильсена
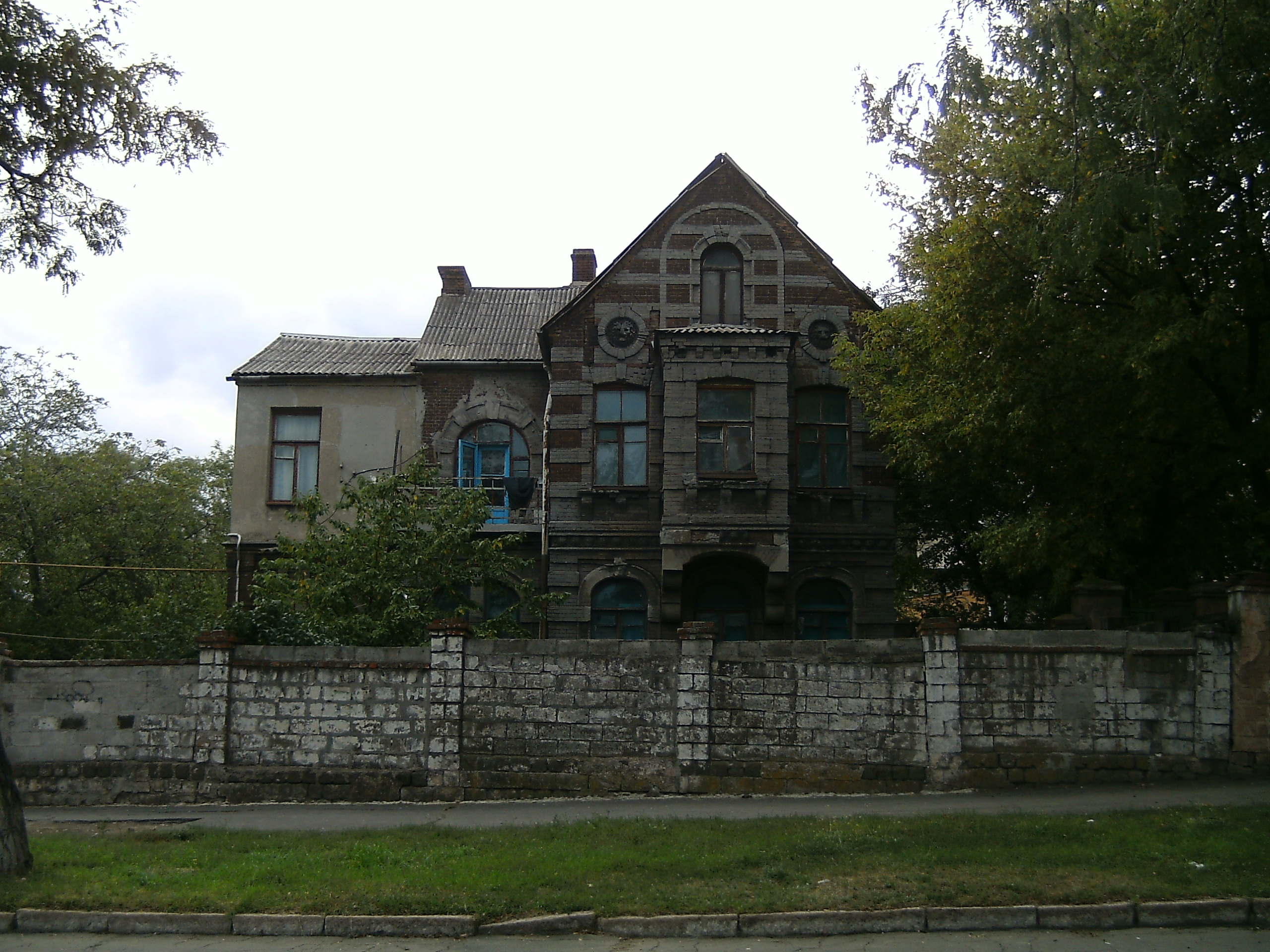
Дом со львами (Дом Гугеля)

В XX веке в строительстве начинают использоваться крупные сборные железобетонные конструкции, которые изготавливает завод «Азовстальстрой». Построено первое четырёхэтажное здание города, дома для семей руководителей и для рабочих завода, а также бараки-землянки для заключённых, строивших все вышеупомянутые сооружения. В начале века большинство зданий строится в тех же стилях, что и ранее: классицизм и модерн. В 1930-х в строительстве уже доминирует конструктивизм.

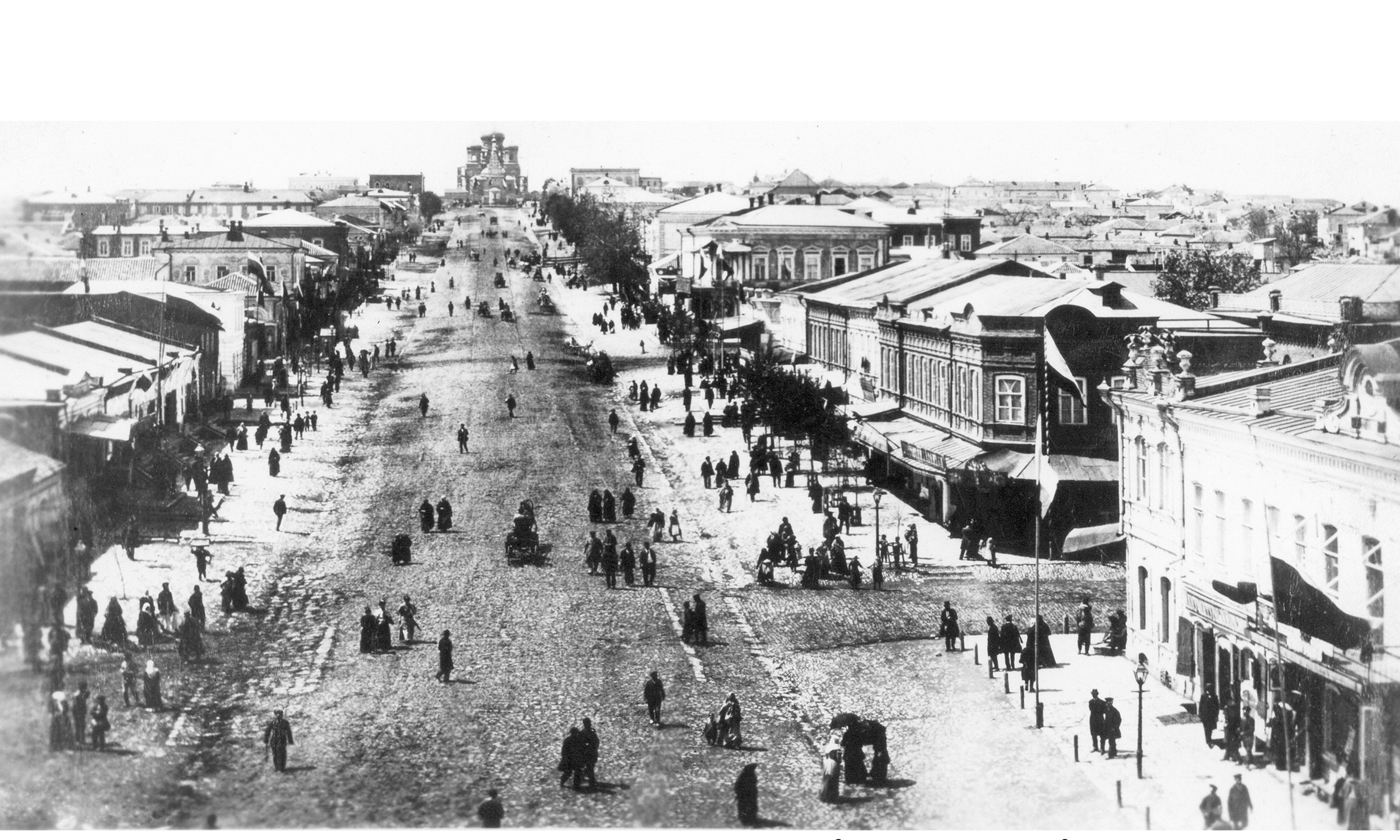
Екатерининская улица, 1910 год
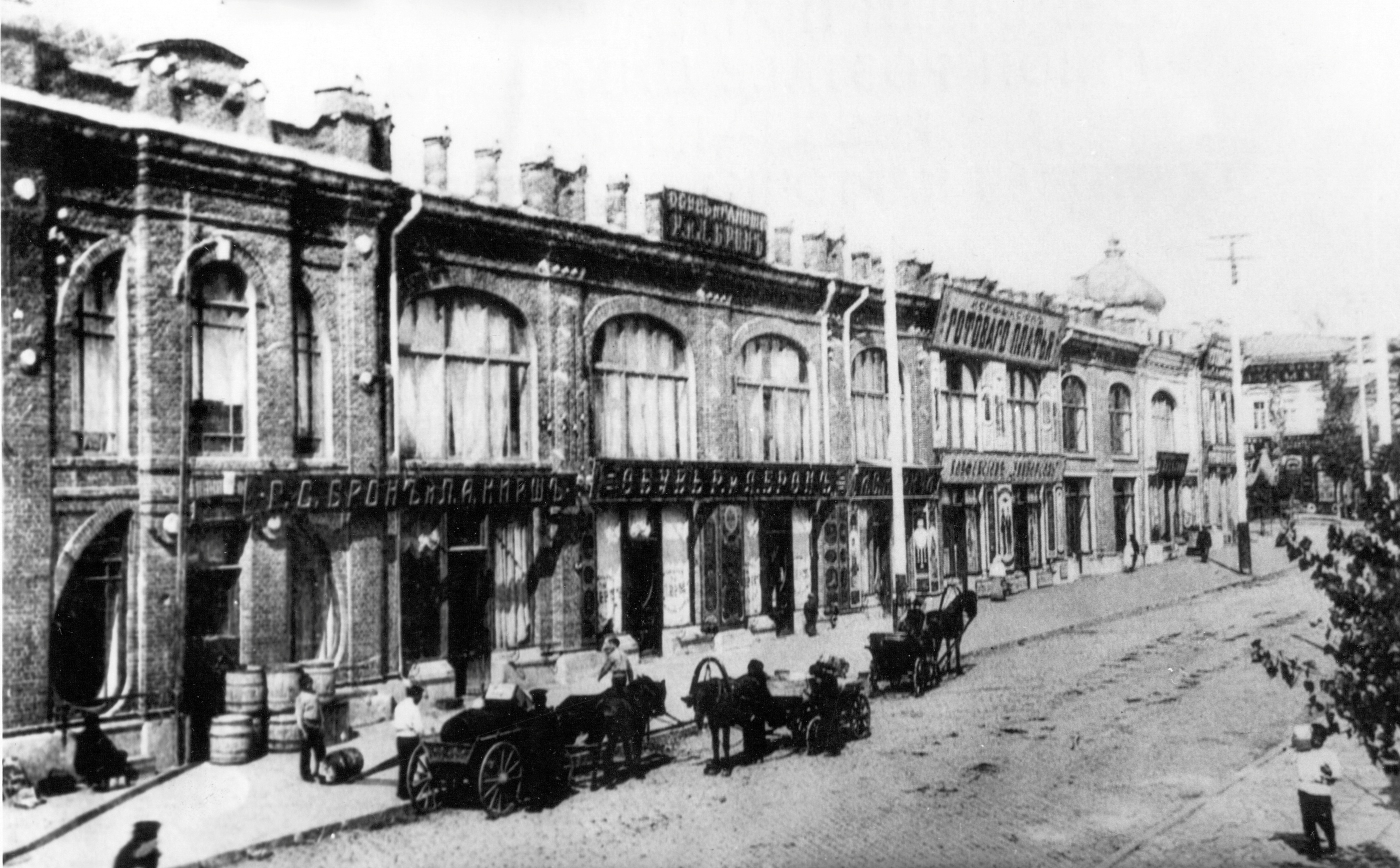
Торговая улица, 1915 год
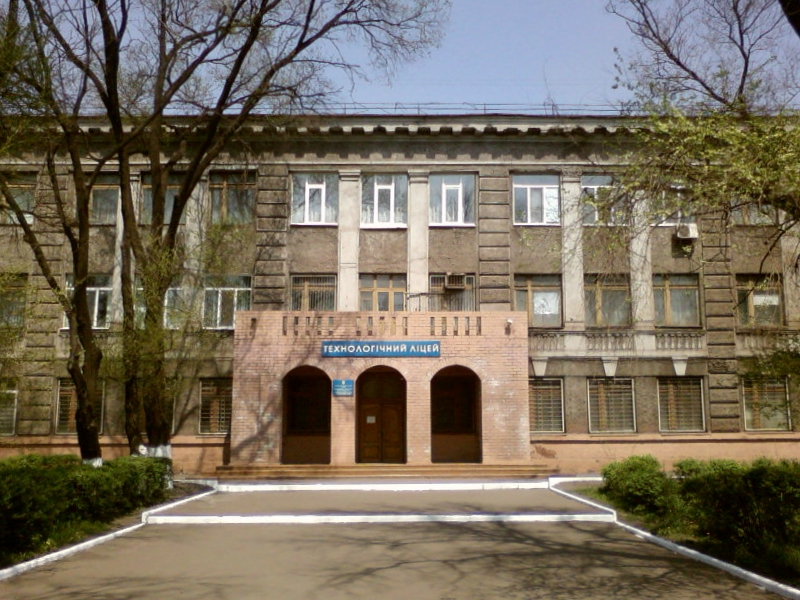
Технологический лицей, построенный в 1936 году

Значительное количество зданий старого центра было разрушено или повреждено во время бомбардировок города во Второй мировой войне. Некоторые из них восстановили в изначальном виде или с изменениями, но большинство было снесено, а на их месте возвели жилые здания. Главным архитектором послевоенного периода стал назначенный в 1945 году харьковчанин А. Веселов. Следующий план города (переименованного в 1948 году в Жданов) был утверждён только в 1950 году, он был создан харьковским проектным институтом «Облпроект» и содержал планировку Привокзальной площади, улиц Артёма и Вокзальной, центров Ильичёвского и Портовского районов, Орджоникидзевского района целиком, улицы Ильича, проспекта Республики и прилегающих территорий. Согласно этому плану были снесены Дом Хараджаева (вместо него выстроены дома со шпилями), театр, Дворец пионеров, торговые ряды на одноимённой улице.
В 1970—1980-х построены бассейн «Нептун», яхт-клуб, санаторий-профилакторий «Чайка», одноимённая гостиница и гостиница «Дружба», дворец металлургов, новое здание железнодорожного вокзала; идёт строительство образовательных и лечебных учреждений. На Комбинате имени Ильича прошла крупная стройка: в 1978 году введён в эксплуатацию новый прокатный стан «3000» для производства газо-нефтепроводных труб.
В 1982 году в Жданове было 6 парков и 76 бульваров и скверов, на 1983 год площадь жилого фонда составляла 7,8 млн м², количество квартир — 158 000. В 1985 году зданиям индустриального техникума, водонапорной башне, дворцу культуры Азовстали и драматическому театру, а также нескольким жилым домам возле центрального сквера со шпилями присвоен статус архитектурных памятников местного значения.

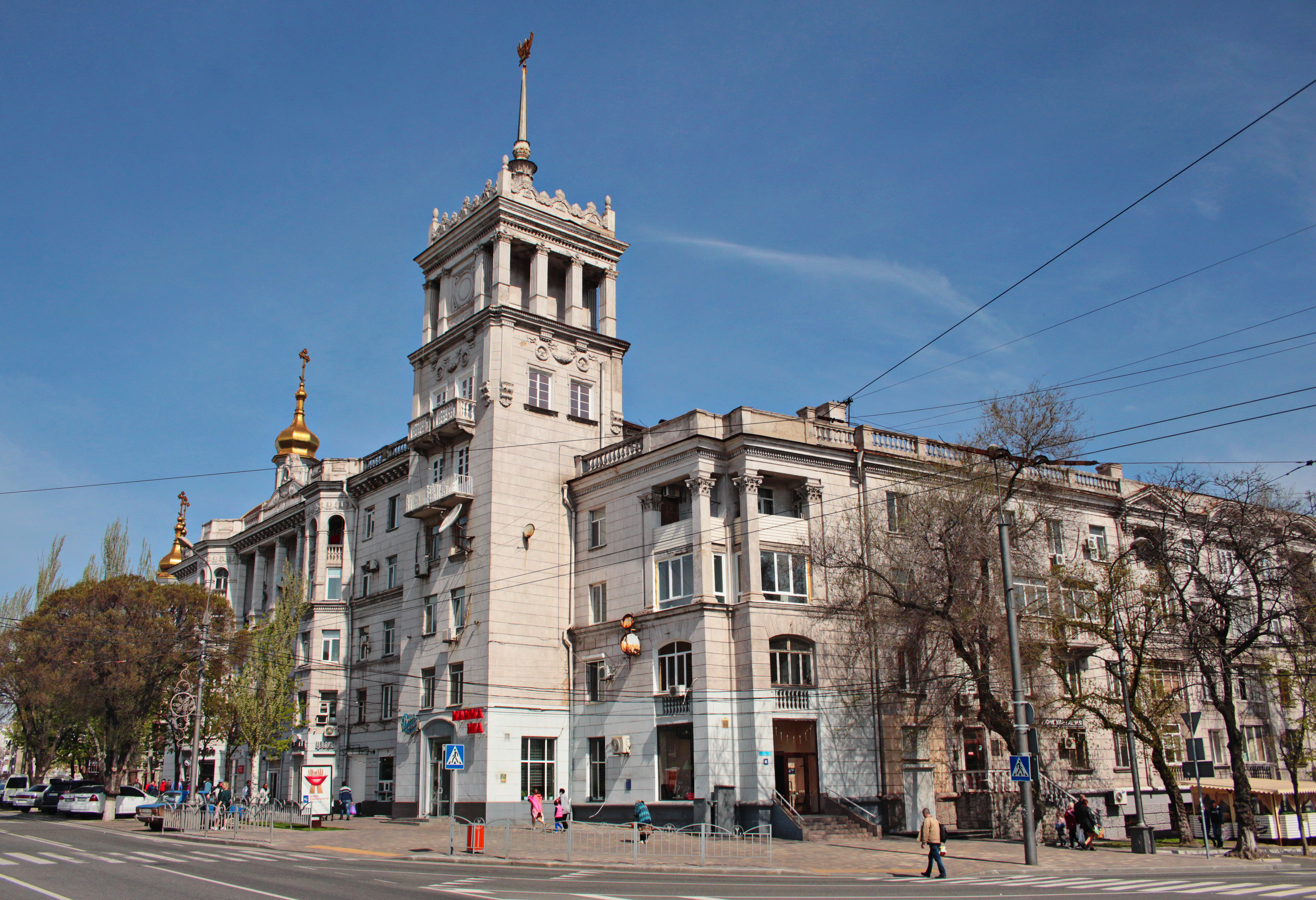
Дом со шпилем
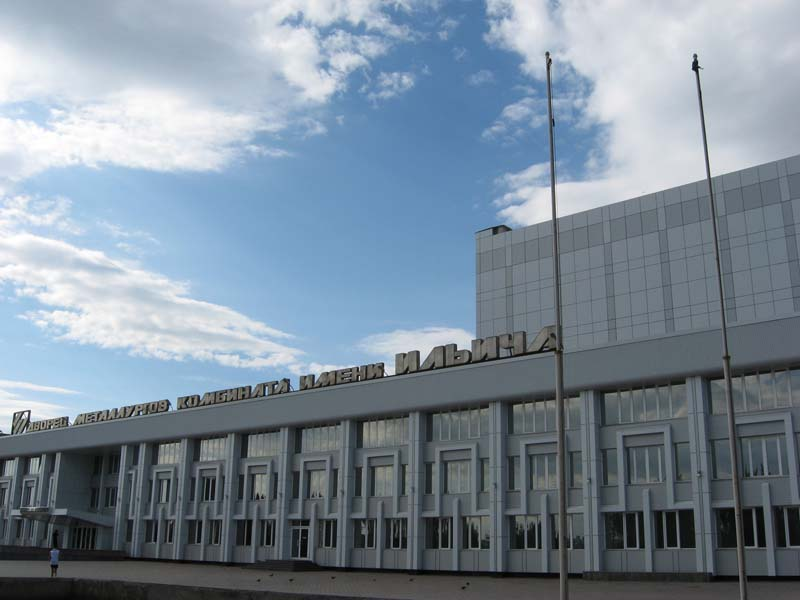
Дворец металлургов
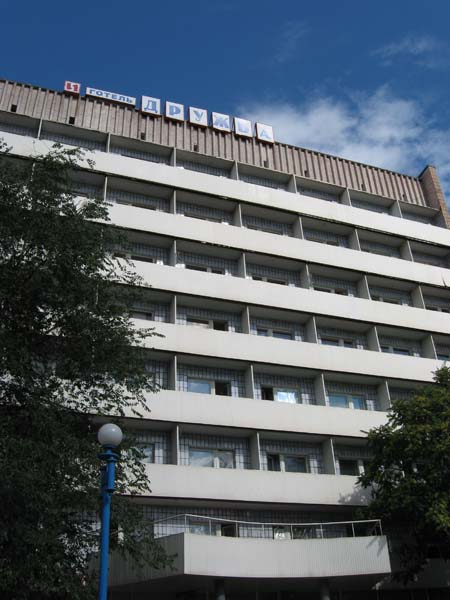
Гостиница «Дружба»
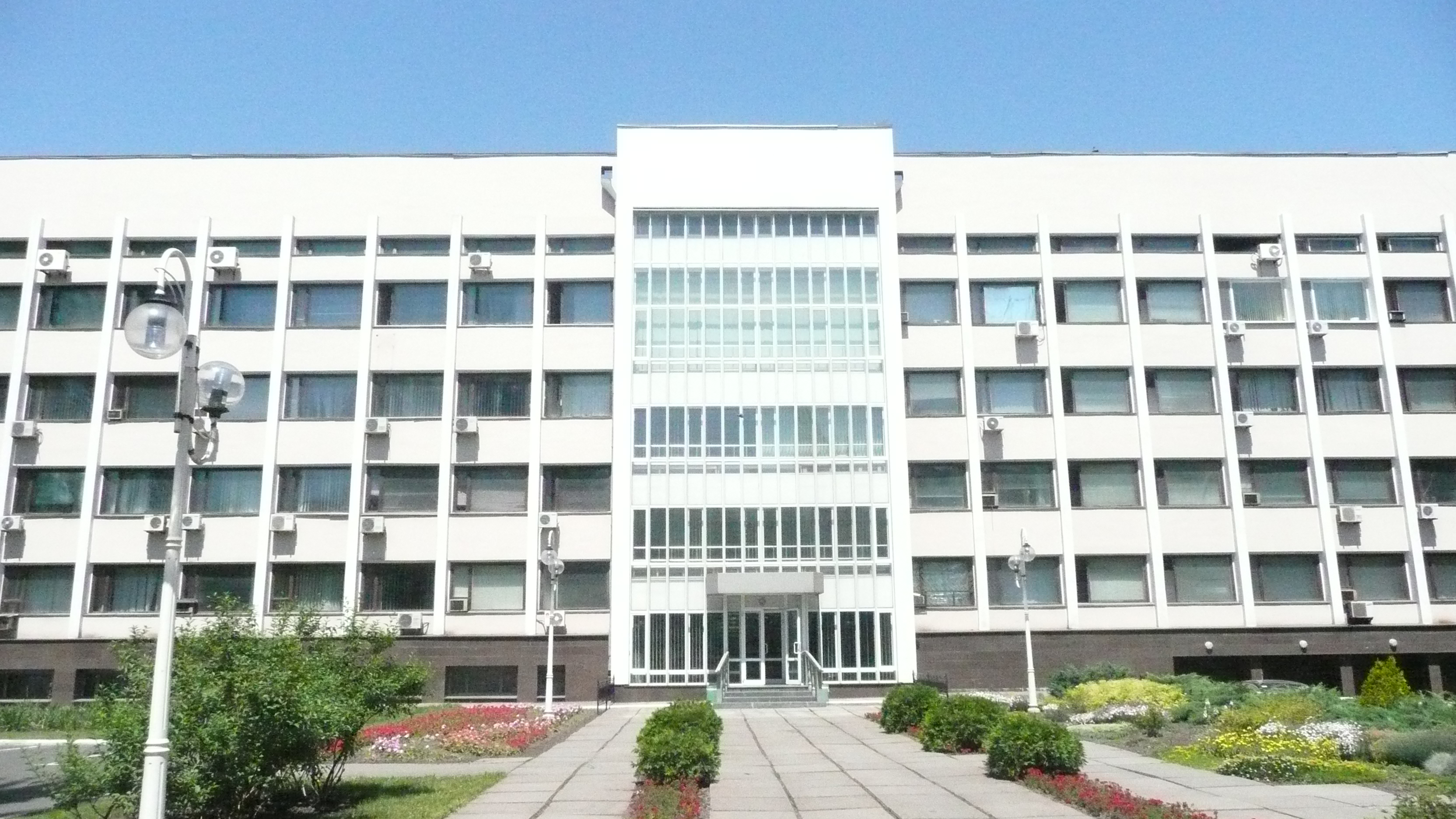
Здание горисполкома
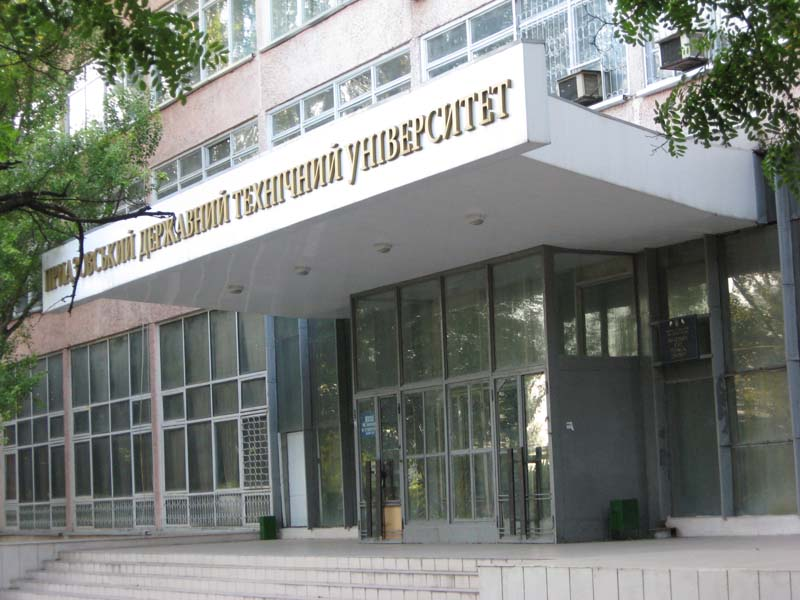
3-й корпус ПГТУ

## XXI век
После распада СССР первое время в Мариуполе строительством занимались только подрядчики промышленных предприятий и сами эти предприятия. В 1981 году в эксплуатацию введено 117 200 м² жилых помещений, в 1997 — лишь 20 377 м². В нулевые годы темп строительства постепенно рос, в основном промышленного, в Орджоникидзевском районе; жилые здания строили преимущественно для снабжения военных и работников Комбината имени Ильича. В декабре 1991 года улицы города были переименованы в исторические названия, в следующие годы прошла инвентаризация зданий и разработан проект по восстановлению исторического центра.
По состоянию на 2010 год пятую часть Мариуполя занимала многоквартирная застройка пяти- и девятиэтажными домами, остальной жилой фонд был представлен малоэтажными строениями и зданиями усадебного типа. В историческом центре города большинство зданий построено на рубеже XIX—XX веков.

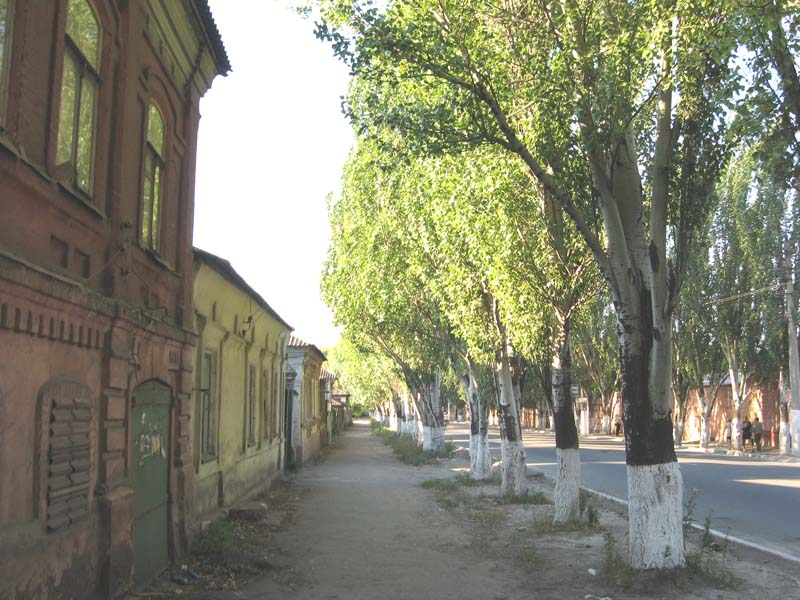
Старый центр, Торговая улица
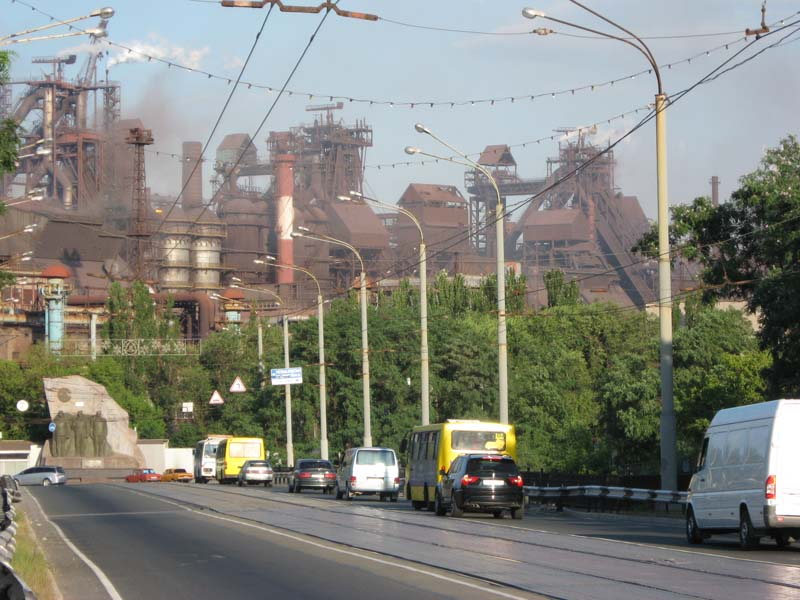
Вид на Азовсталь
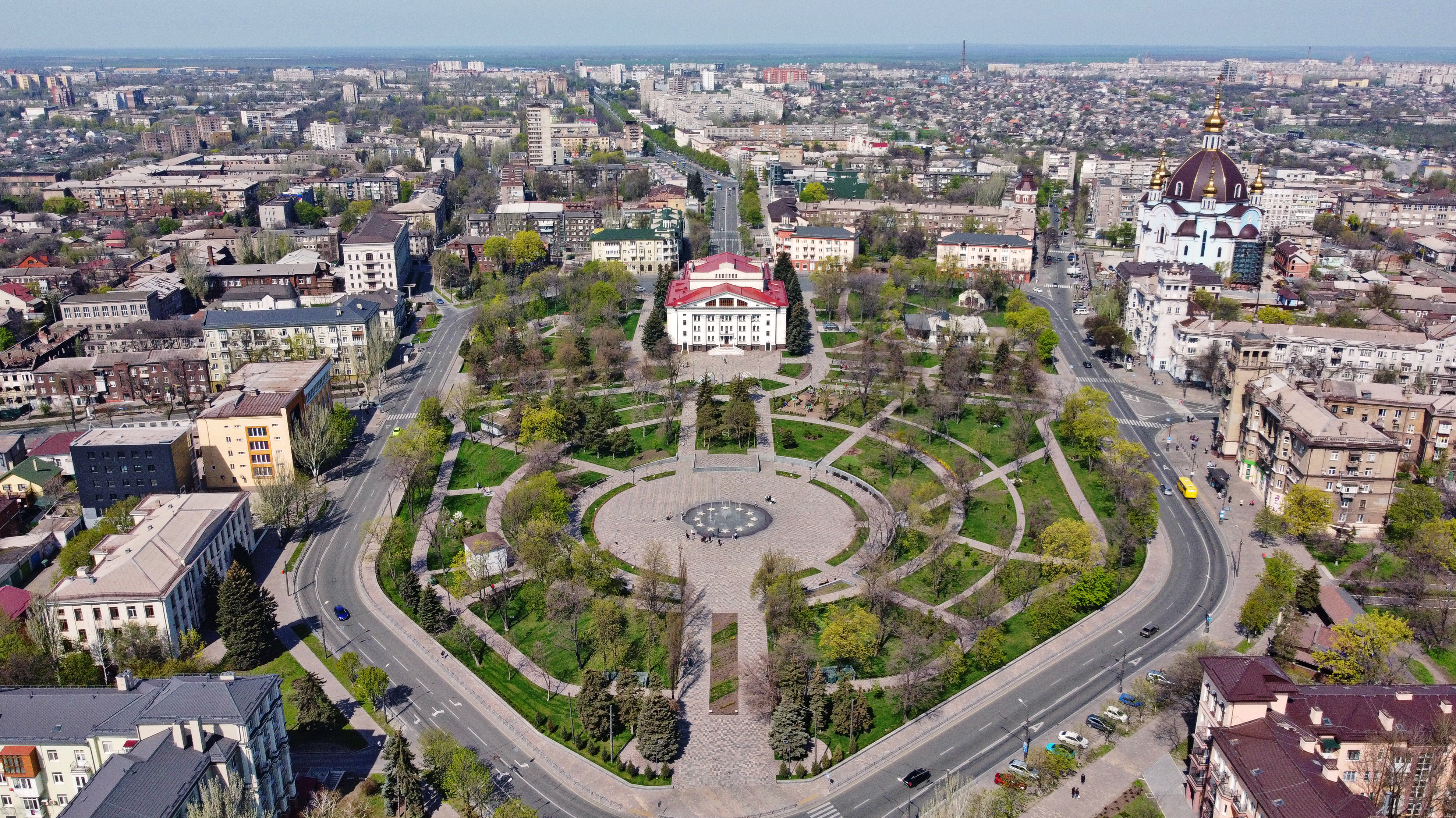
Центральная часть города и Драматический театр в 2021 году
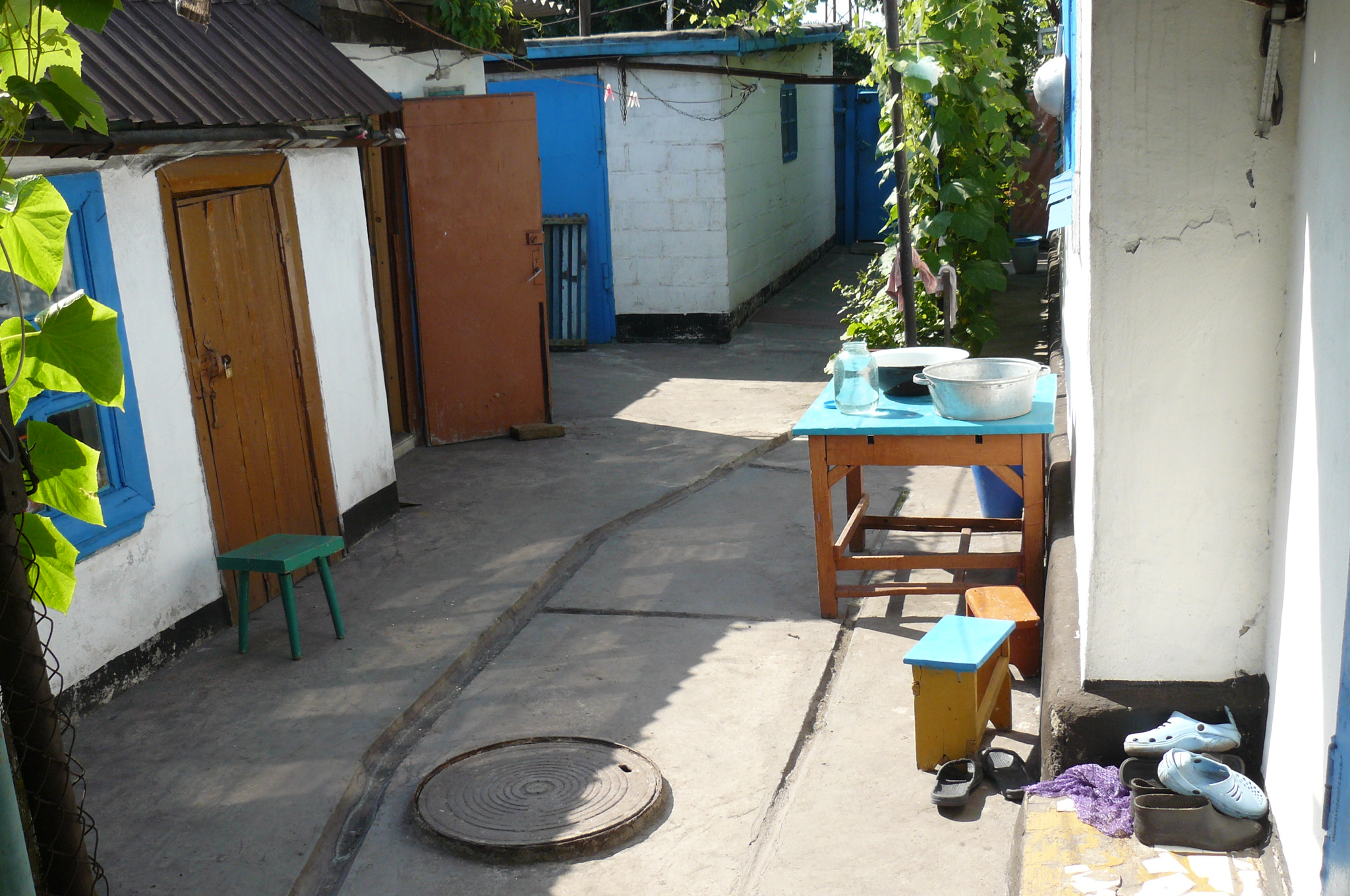
Внутренний дворик дома сельского типа
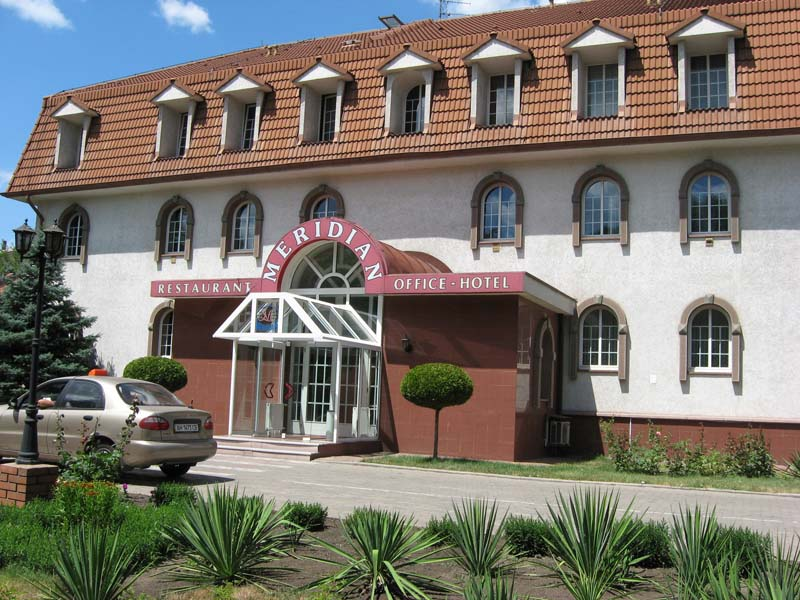
Гостиница «Меридиан»

В 2022 году Мариуполь вновь подвергся масштабным разрушениям: после начавшегося 24 февраля вторжения российской армии город был взят в осаду и подвергнут массированным бомбардировкам и танковым обстрелам. По оценке ООН, в результате боев в городе повреждены или разрушены до 90 % многоквартирных зданий и до 60 % частных домов. По оценкам журнала The Economist, полученным с использованием спутниковых снимков, 45% застроенной территории города было разрушено, при этом 90% разрушенных зданий были жилыми.

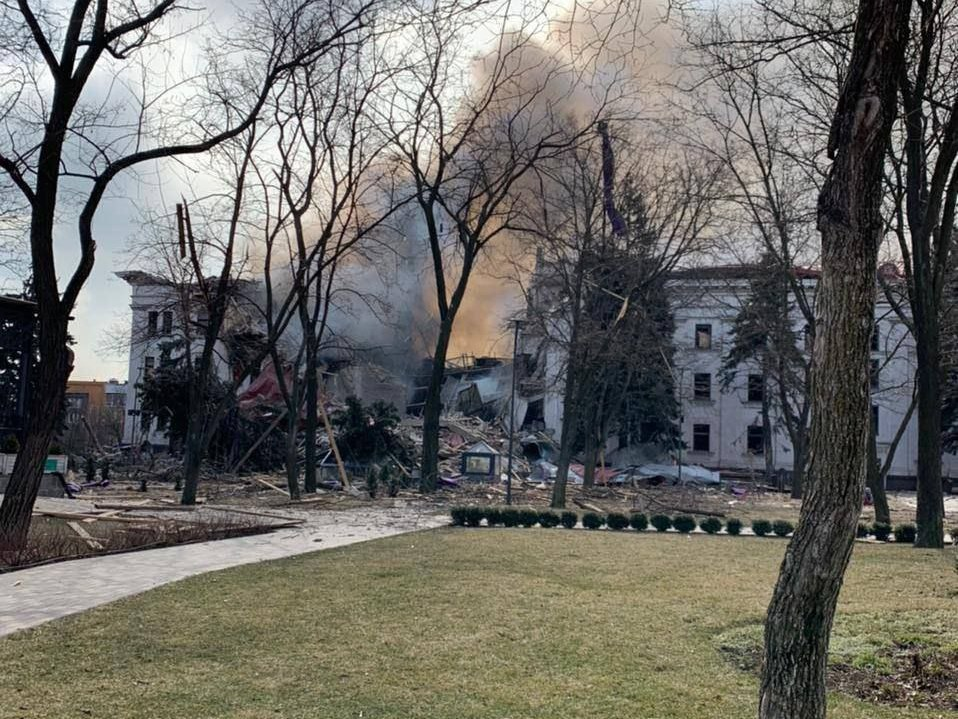
Уничтоженный Драматический театр
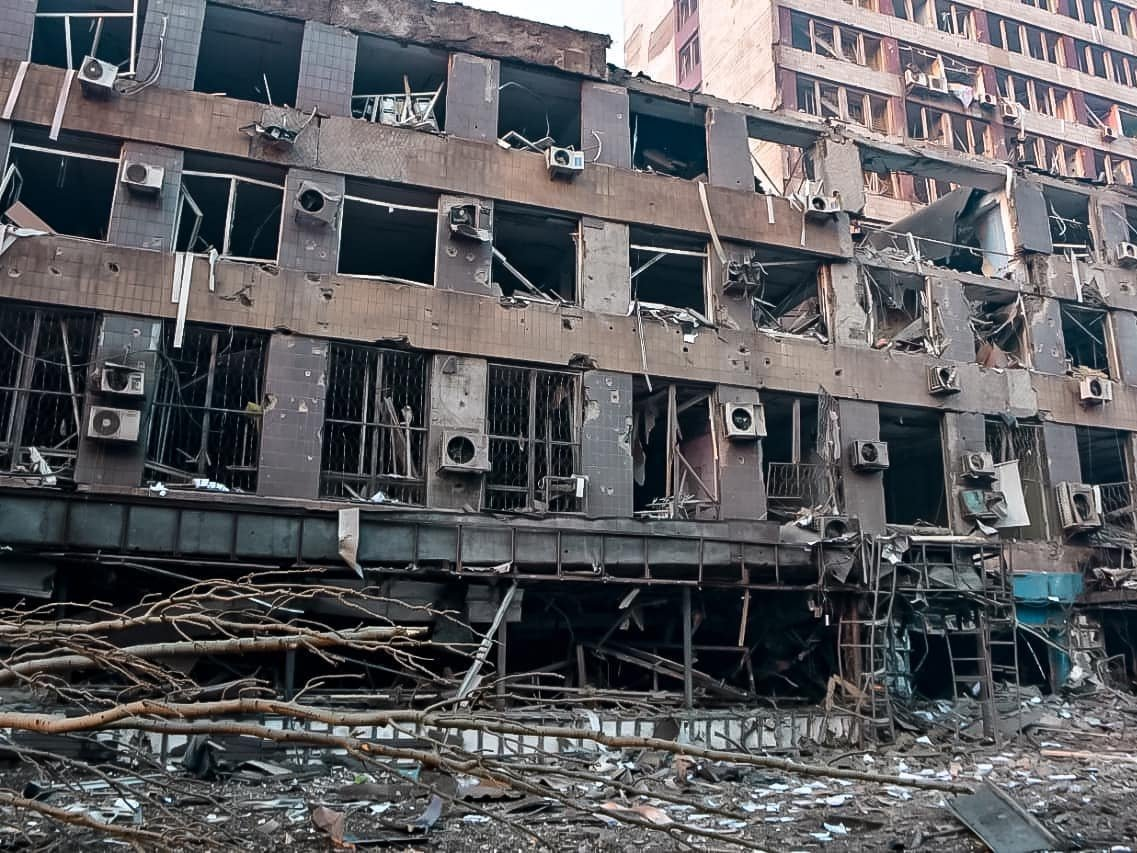
Разрушенное здание на Университетской улице
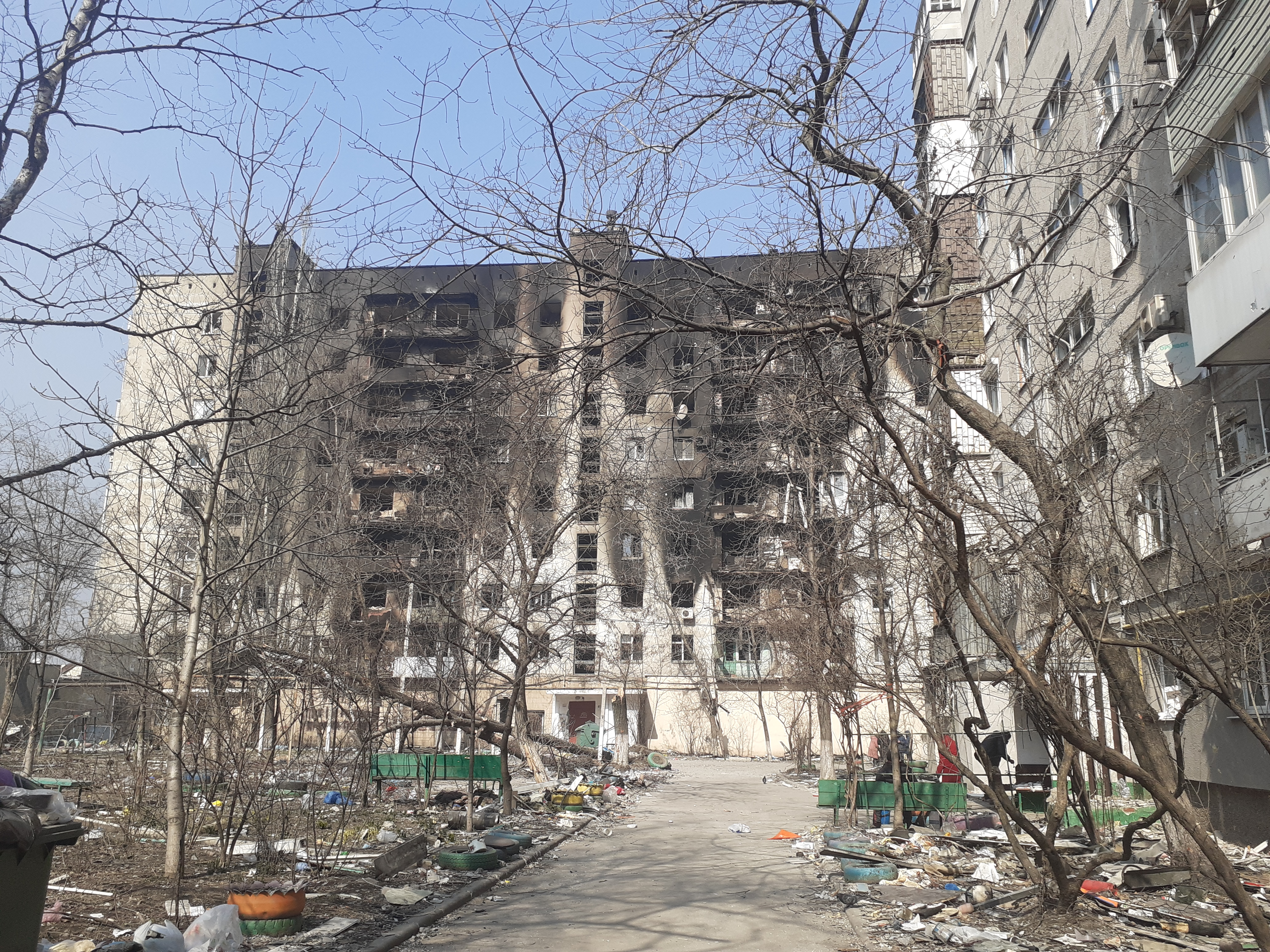
Сгоревший многоквартирный жилой дом на западной окраине
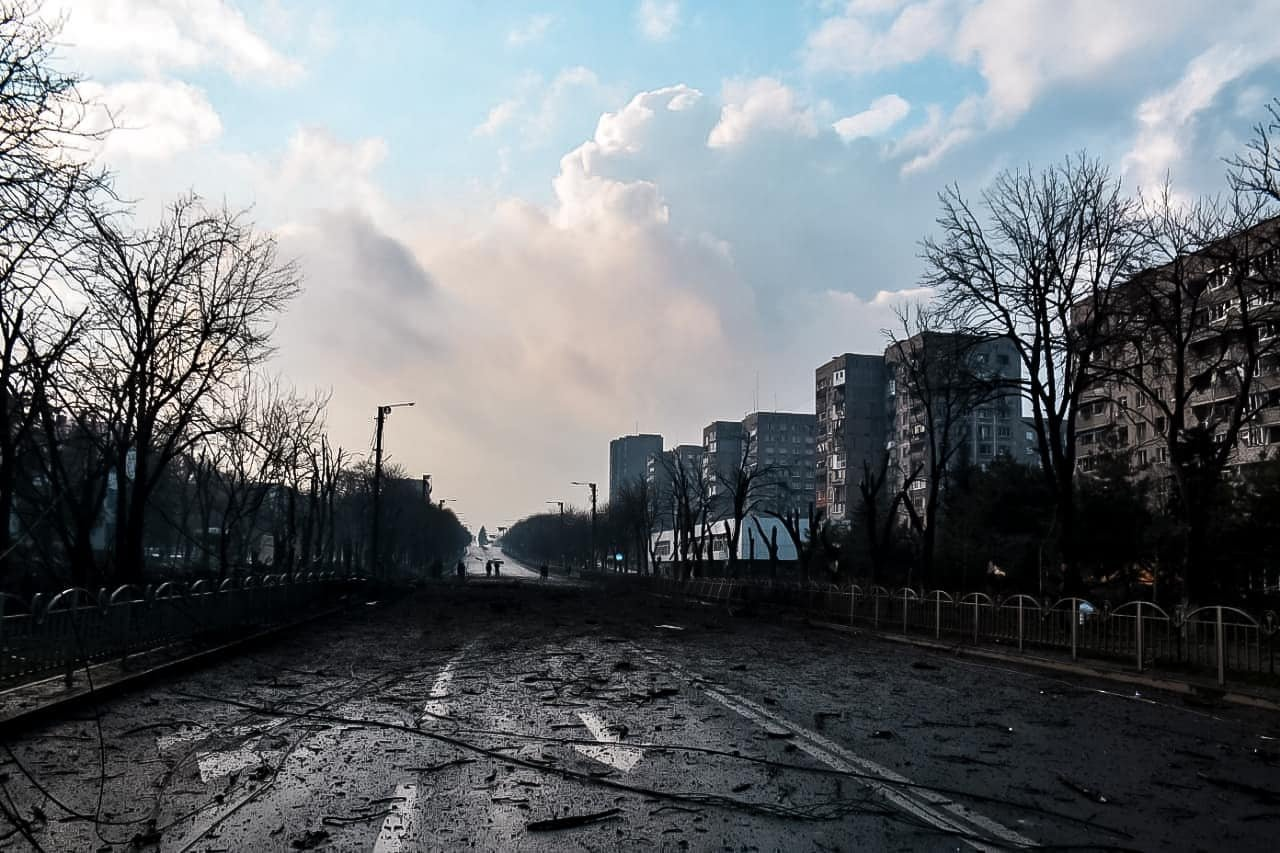
Разрушения в центре города, на проспекте Мира

### Комментарии
1. ↑  «Вальковые стены <…> представляют собой как бы грубую переходную форму от набивных стен к саманным, так как образуются подобием кладки из комьев глины круглой, четырехугольной или, наконец, колбасообразной формы вальков, укладываемых друг на друга при легком их уколачивании. Для того, чтобы такая стена держалась вполне устойчиво, внутри ее устанавливается деревянный остов из столбов и жердей. Единственным достоинством подобного рода стен является крайняя простота их сооружения, так как даже правильность стены устанавливается заранее сделанным деревянным остовом, которого остается лишь придерживаться при кладке вальков». Экономические постройки // Энциклопедический словарь Брокгауза и Ефрона : в 86 т. (82 т. и 4 доп.). — СПб., 1890—1907.

### Сноски
1. 1 2  Божко, 2010, с. 13.
2. 1 2  Ткачёв, 2010, с. 170.
3. 1 2 3 4 5 6 7  Дейниченко, 2013, с. 20.
4. ↑  Батаженко, 2018, с. 4—5.
5. ↑  Батаженко, 2018, с. 6.
6. ↑  Батаженко, 2018, с. 7.
7. ↑  Дейниченко, 2013, с. 19.
8. 1 2 3  Дейниченко, 2013, с. 21.
9. 1 2 3 4 5  Божко, 2010, с. 56.
10. ↑  Дейниченко, 2013, с. 61.
11. ↑  Шандрова, 2018, с. 181—182.
12. 1 2  Божко, 2010, с. 47.
13. ↑  Божко, 2010, с. 49.
14. 1 2  Дейниченко, 2013, с. 21—22.
15. ↑  Божко, 2010, с. 33—34.
16. 1 2 3 4 5  Шандрова, 2018, с. 182.
17. ↑  Божко, 2010, с. 55—56.
18. ↑  Божко, 2010, с. 55.
19. ↑  Шандрова, 2018, с. 183.
20. 1 2  Дейниченко, 2013, с. 22.
21. ↑  Дейниченко, 2013, с. 57.
22. 1 2 3 4  Дейниченко, 2013, с. 58.
23. ↑  Дейниченко, 2013, с. 22, 59.
24. ↑  Дейниченко, 2013, с. 59.
25. ↑  Божко, 2010, с. 42—43.
26. 1 2  Дейниченко, 2013, с. 23.
27. 1 2  Дейниченко, 2013, с. 24.
28. ↑  Дейниченко, 2013, с. 23—24.
29. ↑  Дейниченко, 2013, с. 60.
30. ↑  Шандрова, 2018, с. 181.
31. ↑  High Commissioner updates the Human Rights Council on Mariupol, Ukraine (англ.). Office of the High Commissioner for Human Rights (16 июня 2022). Дата обращения: 16 июня 2022. Архивировано 16 июня 2022 года.
32. ↑  Nearly half of Mariupol has suffered grave damage. The Economist (23 апреля 2022). Дата обращения: 3 февраля 2023. Архивировано 28 апреля 2022 года.